# Liste der Amadeus-Preisträger

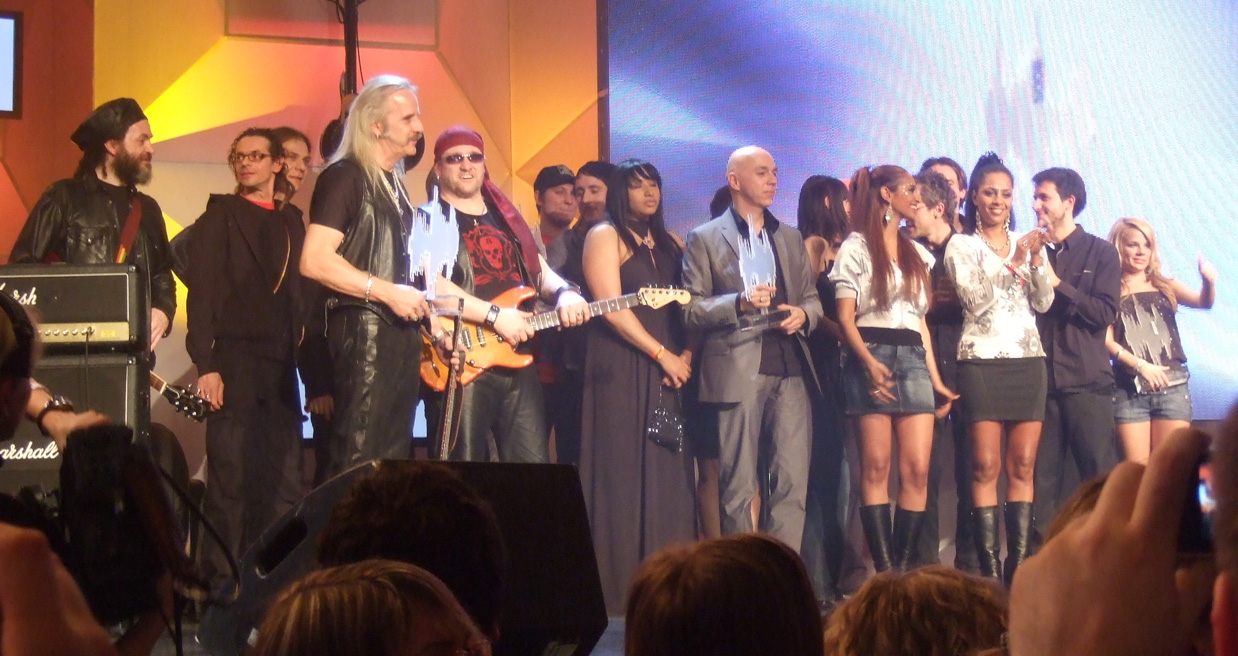
Die Gewinner des Jahres 2008

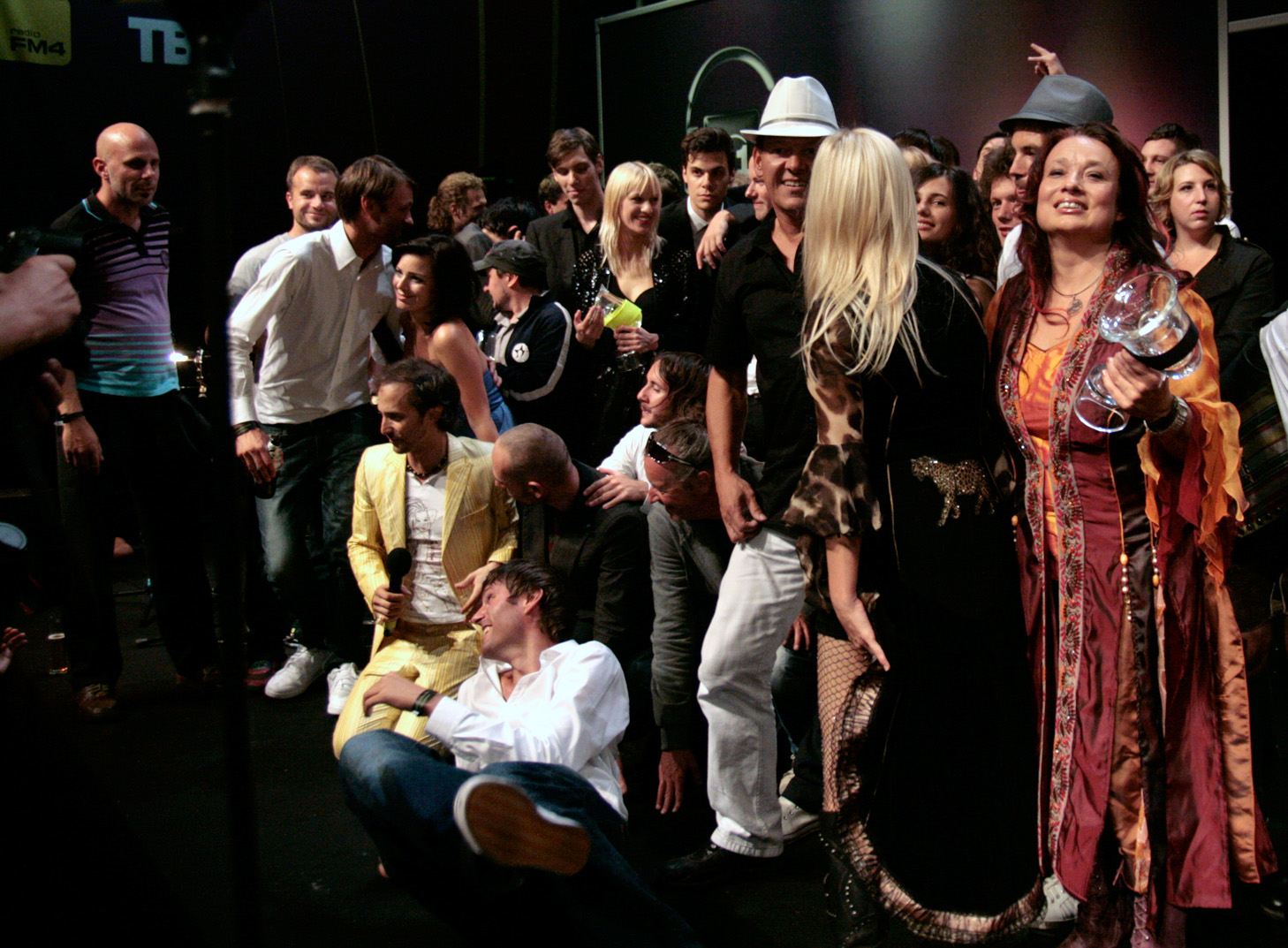
Die Gewinner des Jahres 2009

Die Liste der Amadeus-Preisträger ist die Aufstellung der Gewinner des Amadeus Austrian Music Award. Dieser wichtigste österreichische Musikpreis wird seit dem Jahr 2000 jährlich in verschiedenen Kategorien an nationale Musiker und Bands verliehen, bis 2008 auch an internationale.

## Preisträger

### #
- 3 Feet Smaller
  - Alternative (2012)
- 5/8erl in Ehr’n

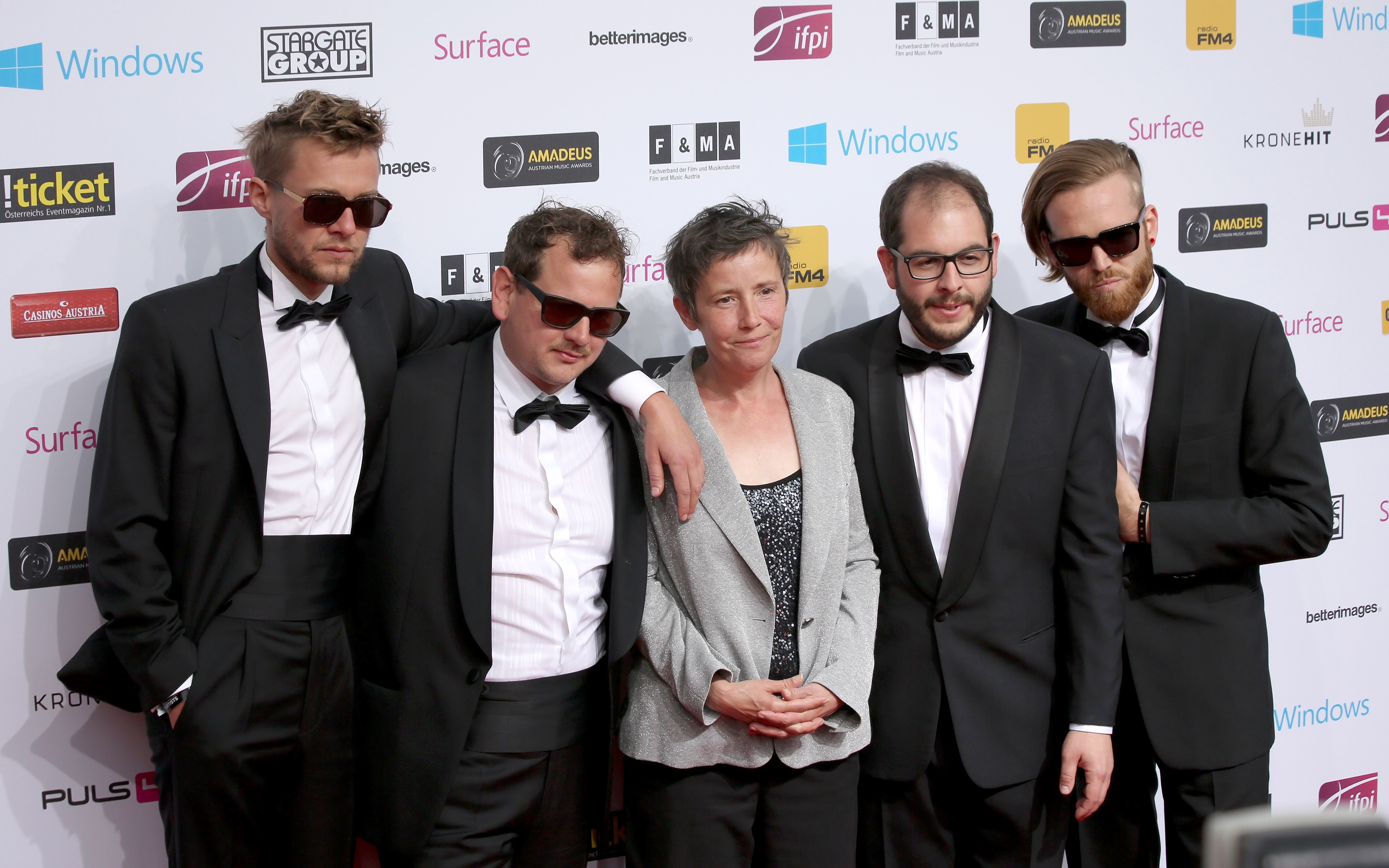
5/8erl in Ehr’n (2014)

  - Jazz/World/Blues (2012, 2013, 2015, 2018, 2020 und 2021)
- 5K HD
  - Tonstudiopreis Best Sound (2020)
- 7th District
  - Produzent des Jahres (2002)

### A bis G
- Ludwig „Wickerl“ Adam
  - Lebenswerk (2006)
- Gigi D’Agostino
  - Dance Act des Jahres (2001)
- Alkbottle
  - Hard & Heavy (2013)
- Wolfgang Ambros
  - Lebenswerk (2002)
- Anastacia

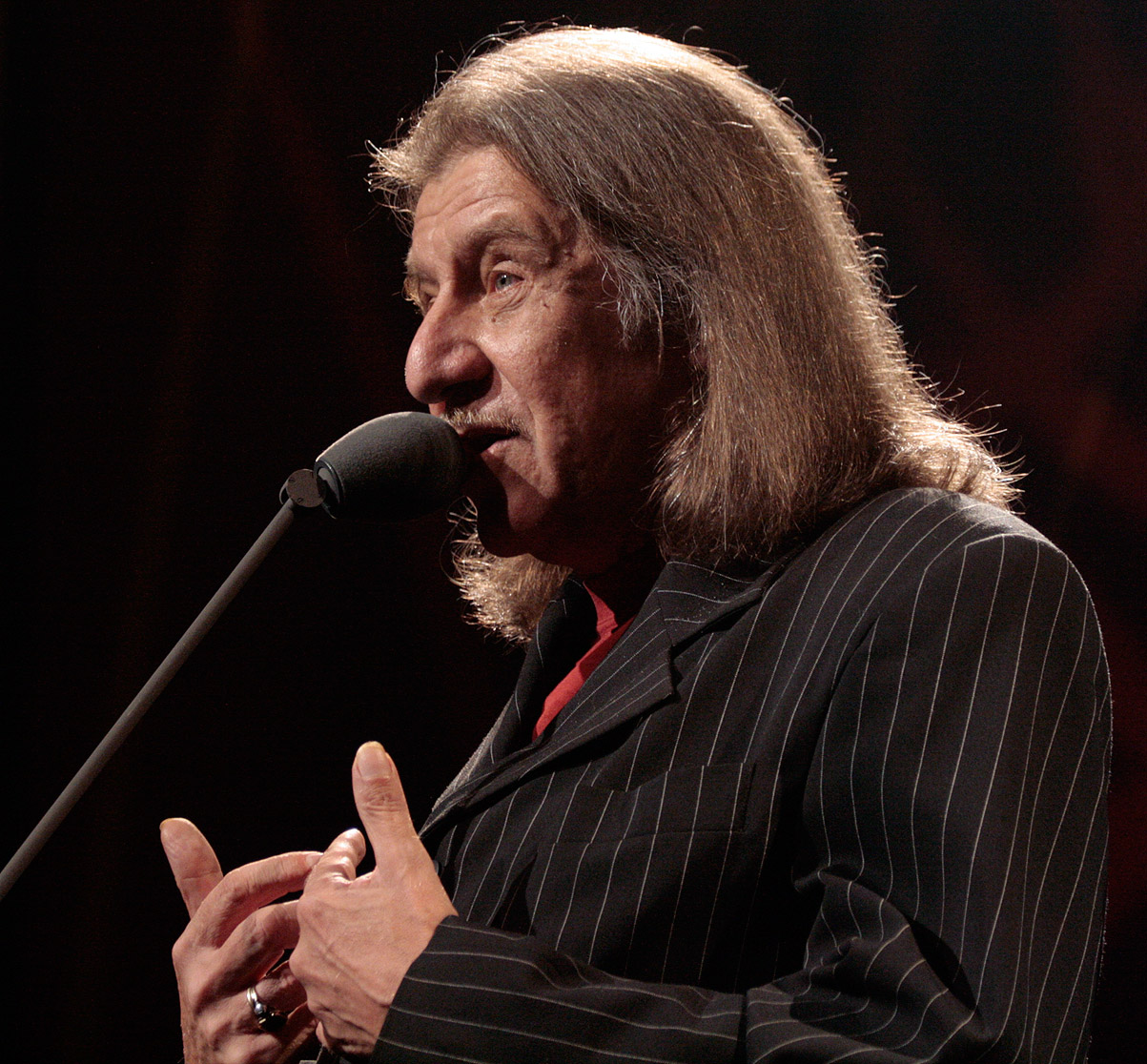
Wickerl Adam als Laudator für Hansi Lang (2009)

  - Künstlerin Pop/Rock international für Not That Kind (2001)
- Anger
  - FM4-Award (2020)

- Anna F.

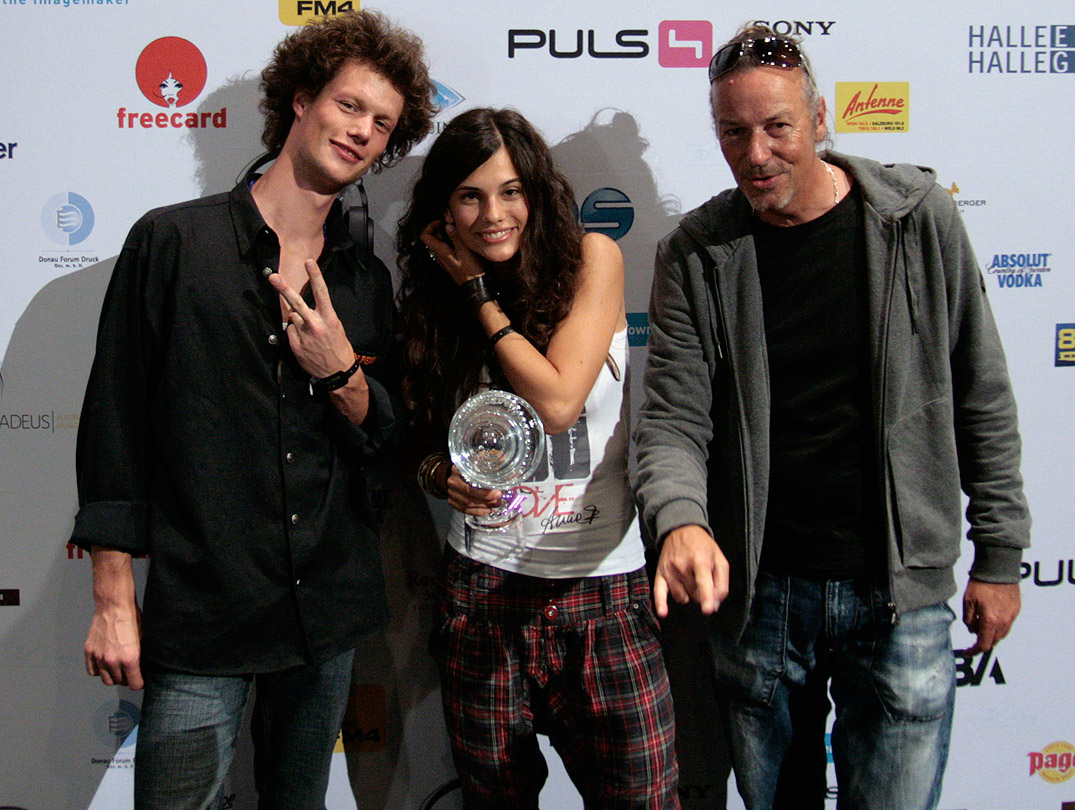
Anna F. (2009)

  - Pop (2009), Pop/Rock (2010), Album des Jahres für For Real (2010), Song des Jahres für D.N.A. (2014)
- ATC
  - Single des Jahres international für Around the World (2001)
- Attwenger

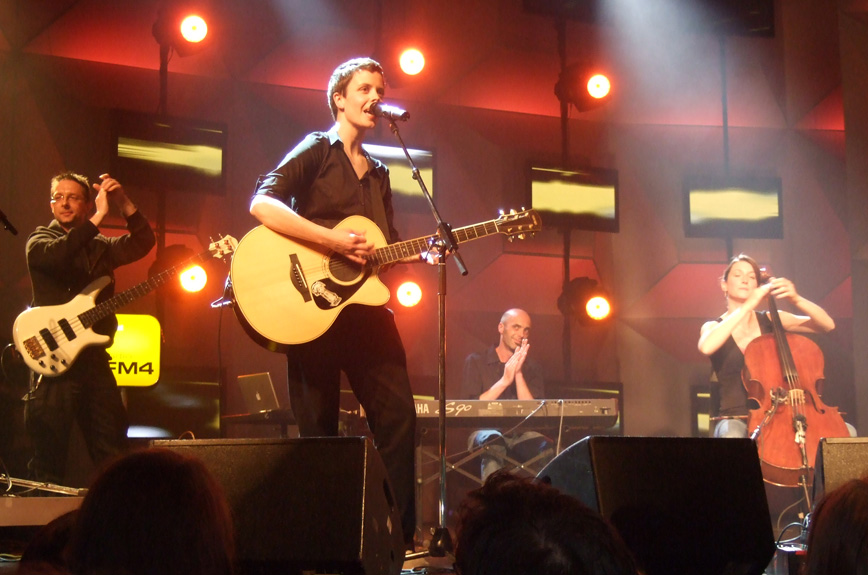
Clara Luzia (2008)

  - FM4 Alternative Act des Jahres (2003)
- Ausseer Hardbradler

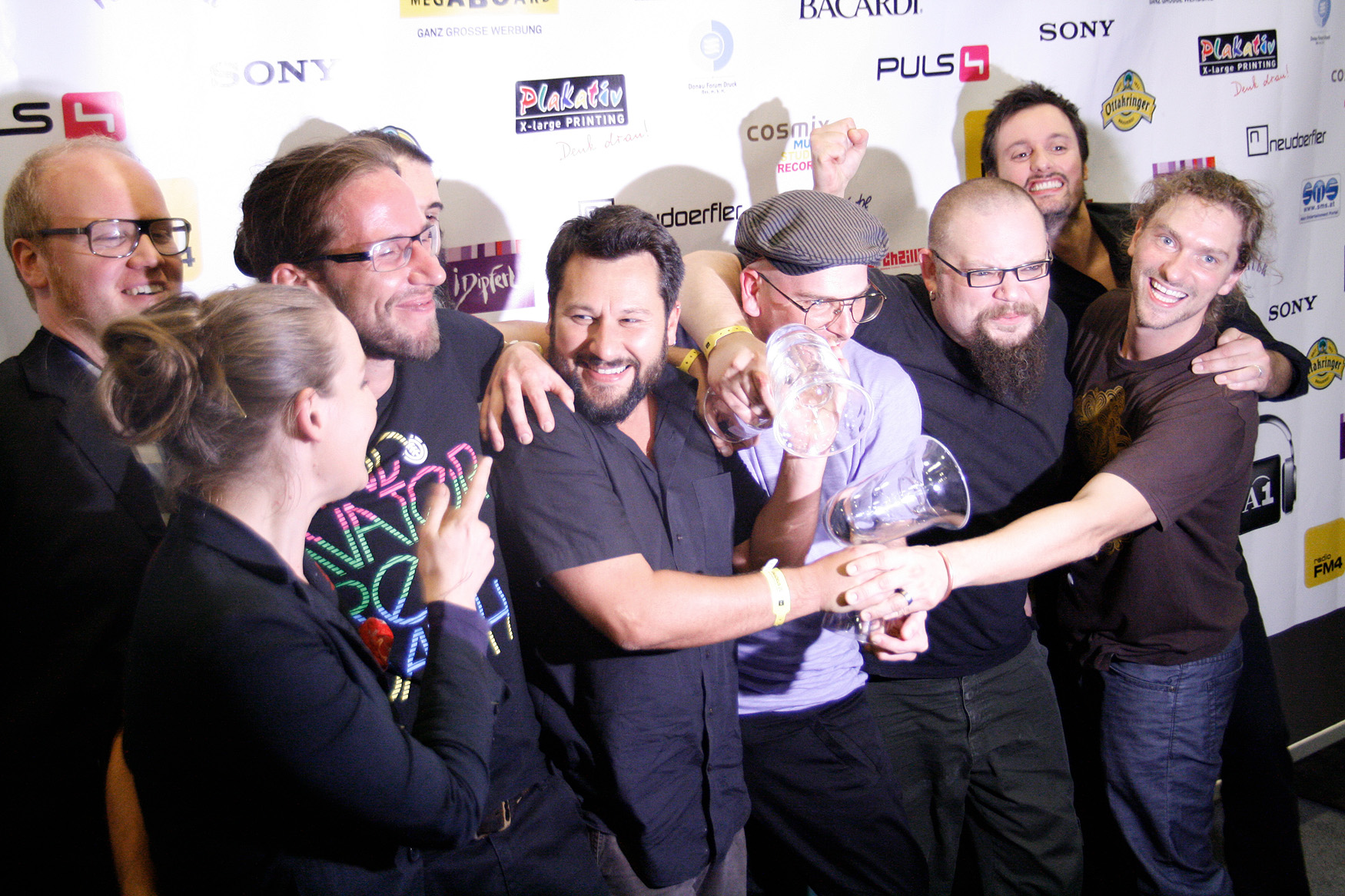
Bauchklang mit Wir sind Helden (2010)

  - Gruppe Pop/Rock national für Cuba (2004)
- Aut of Orda
  - Pop/Rock (2024)
- AVEC
  - Alternative (2019)
- Rebekka Bakken

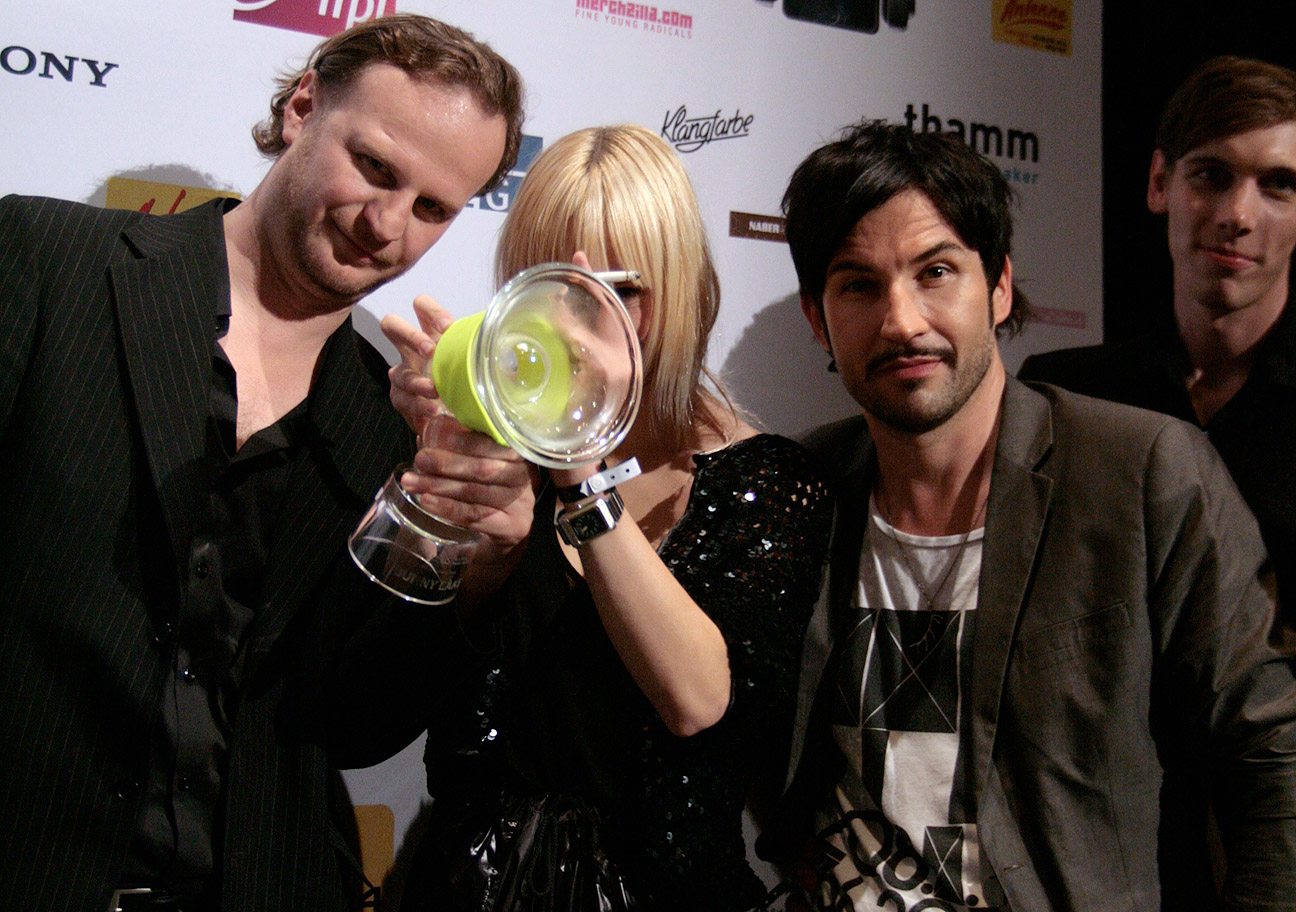
Bunny Lake (2009)

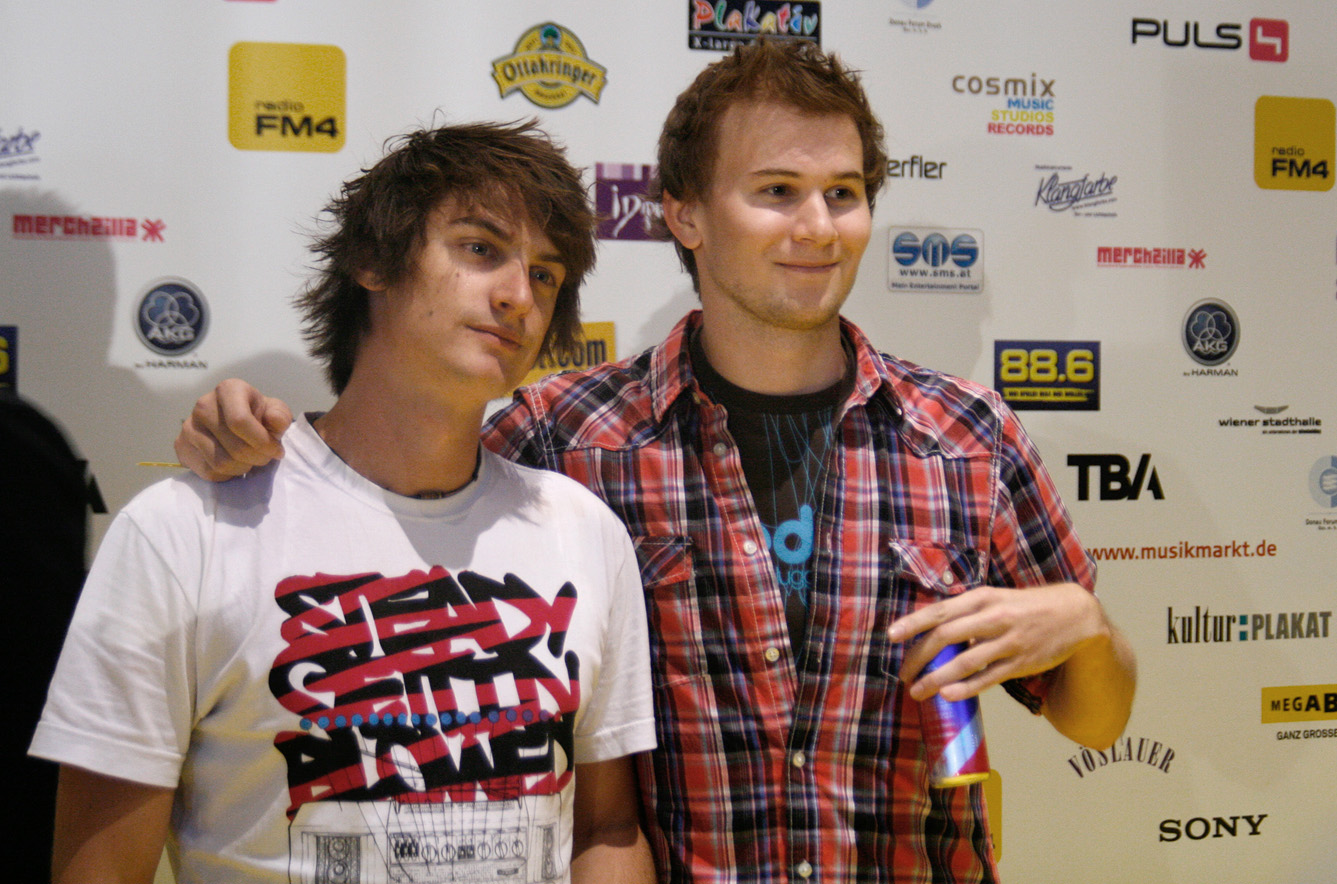
Camo & Krooked (2010)

  - Jazz/Blues/Folk-Album des Jahres national für I Keep My Cool (2007)

- Bauchklang
  - Gruppe Pop/Rock national für Jamzero (2002), FM4 Alternative Act des Jahres (2002), Best Live-Act (2010), Alternative (2010)
- Lou Bega
  - Single des Jahres international für Mambo No. 5 (2000)
- Belphegor
  - Hard & Heavy (2023)
- Noa Ben-Gur
  - Songwriter des Jahres für Leya von Thorsteinn Einarsson (2015 gemeinsam mit Einarsson, Lukas Hillebrand und Alex Pohn)
- Andrea Berg
  - Schlager-Album des Jahres für Machtlos (2004) und Du (2005)
- Bibiza
  - Songwriter des Jahres (2024), Best Sound (2024 und 2025)

- Bilderbuch

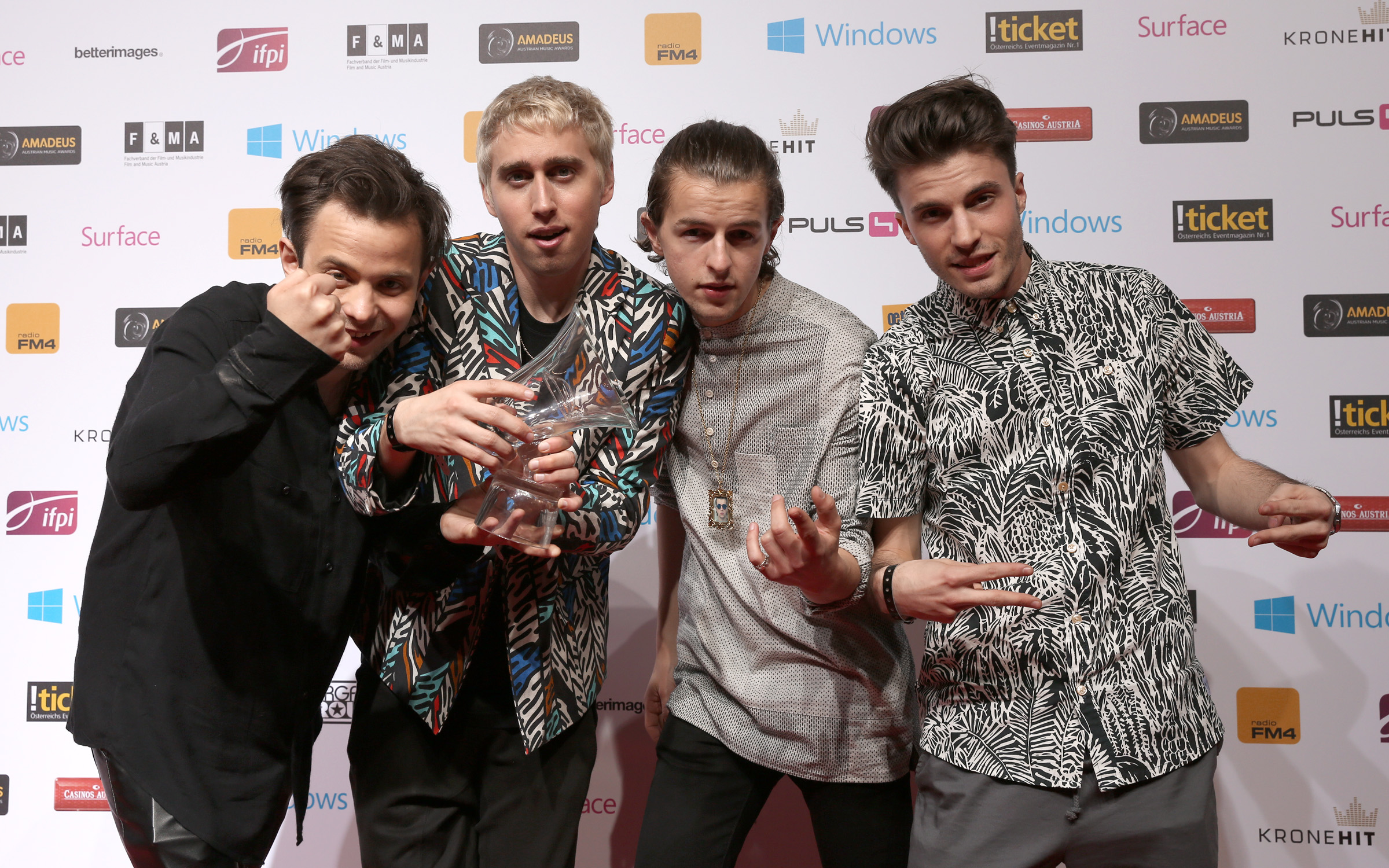
Bilderbuch (2014)

  - FM4-Award (2014), Album des Jahres (2016), Tonstudiopreis (2016, 2018 und 2019), Live Act des Jahres (2017, 2018 und 2020), Band des Jahres (2017), Pop / Rock (2020)
- Bipolar Feminin
  - FM4-Award (2024)
- Bloodsucking Zombies from Outer Space
  - Hard & Heavy (2015)
- Bonez MC
  - HipHop/Urban (2023)
- Boris Bukowski
  - Lebenswerk (2022)
- Arik Brauer
  - Lebenswerk (2015)
- Günter Brödl
  - Lebenswerk (2001)
- Catastrophe & Cure
  - FM4 Award (2013)

- Charly Brunner

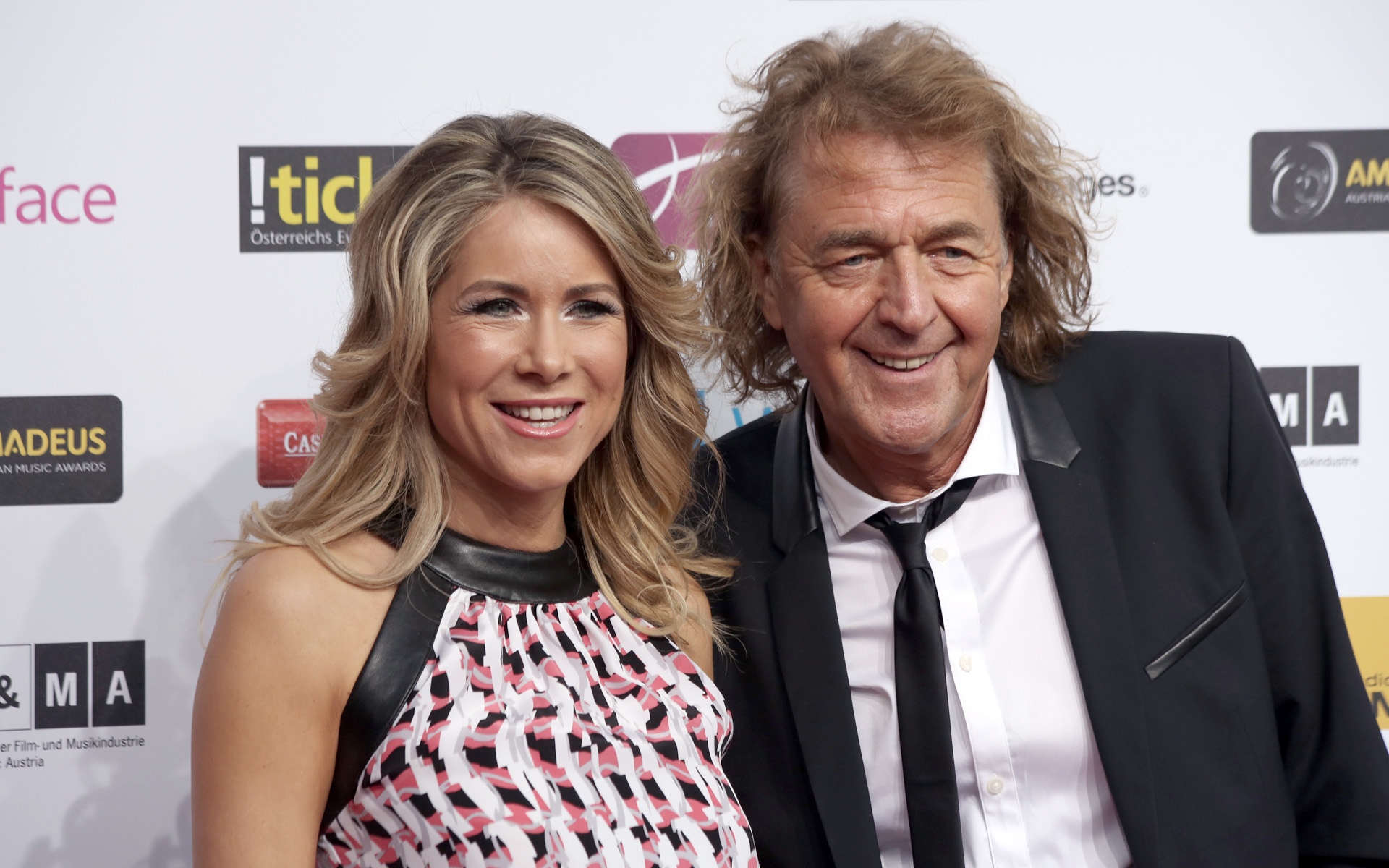
Charly Brunner & Simone (2014)

  - Schlager (2014 gemeinsam mit Simone)
- Brunner & Brunner
  - Gruppe Volkstümlicher Schlager (2000)
- Buddy

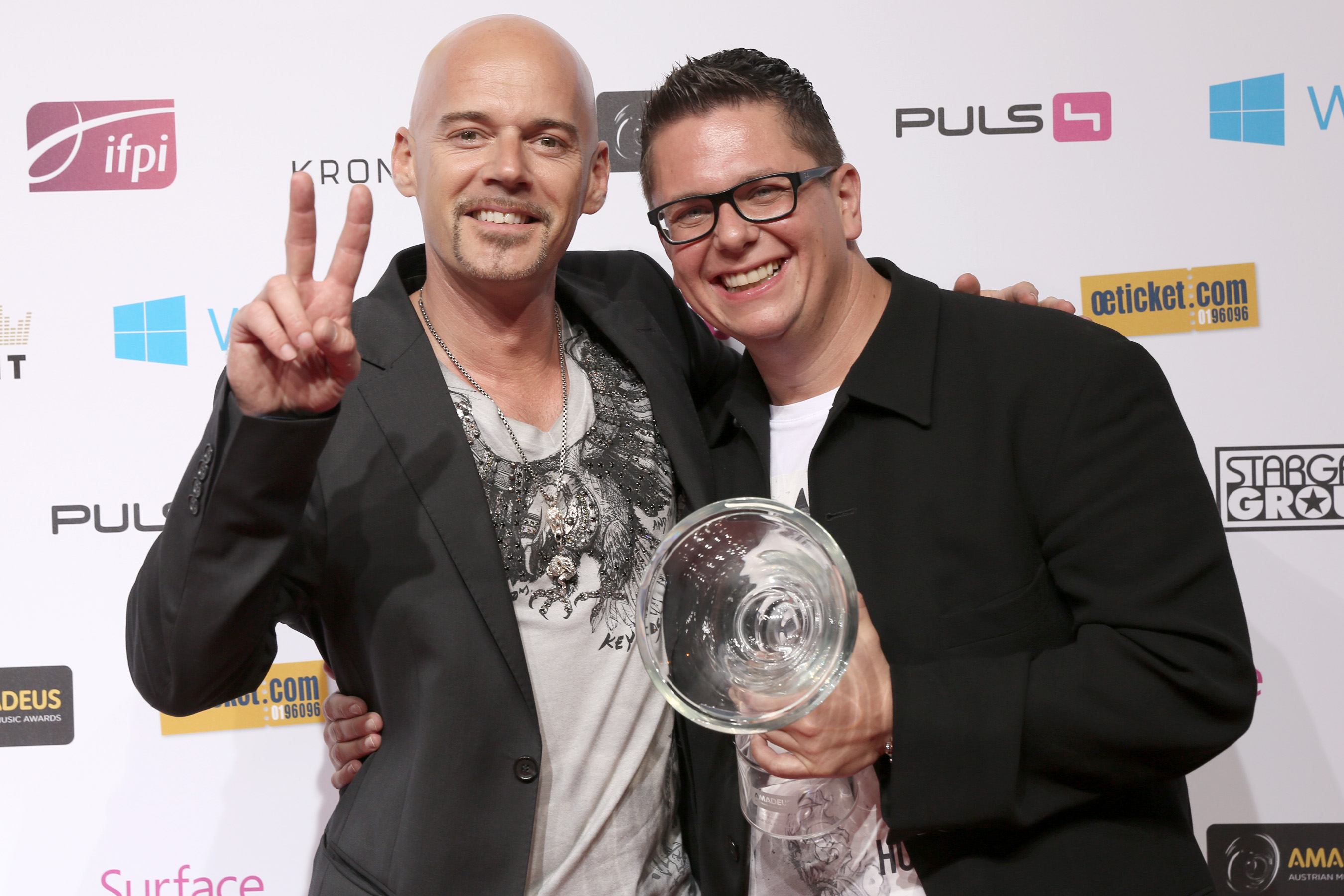
Darius & Finlay (2014)

  - Single des Jahres national für Ab in den Süden (2004)[1]

- Bunny Lake
  - Electronic/Dance (2009)

- Camo & Krooked
  - FM4 Award (2010)
- Café Drechsler
  - Jazz/Blues/Folk-Album des Jahres national für Radio Snacks (2005)
- Al Bano
  - Crossover-Künstler, Künstlerin oder Gruppe/Ensemble des Jahres (2000), Crossover-Album des Jahres für Carrisi canta Caruso (2003)
- Cari Cari
  - FM4-Award (2022)
- Chris Steger
  - Song des Jahres (2021)

- Clara Luzia
  - FM4 Alternative Act des Jahres (2008)
- Ry Cooder
  - Jazz/Blues/Folk Künstler, Künstlerin oder Gruppe des Jahres (2000)
- Count Basic
  - Jazz/Blues/Folk-Album des Jahres national für Love & Light (2008)
- Georg Danzer

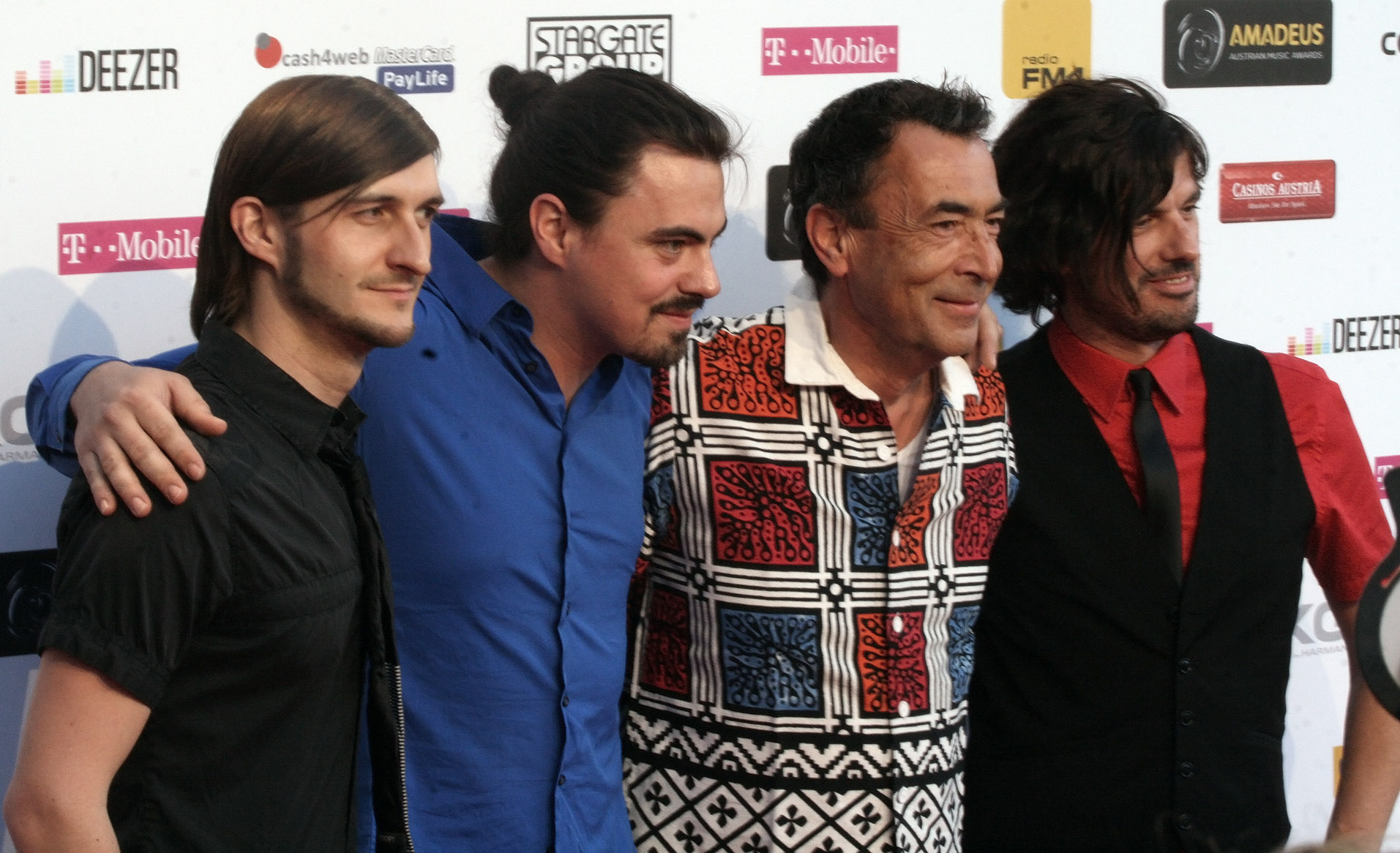
Hubert von Goisern & Band (2012)

  - Künstler Pop/Rock national für Persönlich (2005)

- Darius & Finlay
  - Electronic/Dance (2014)
- DJ Ötzi
  - Single des Jahres national für Anton aus Tirol (2000), Erfolgreichster österreichischer Künstler im Ausland (2001, 2002), Schlager (2013 und 2017)
- DJ Taylor & Flow
  - Dance Act des Jahres für Hardcore Vibes (2002)
- DJ The Wave
  - Single des Jahres national für Ab in den Süden (2004)
- Klaus Eberhartinger
  - Lebenswerk (2019)
- Edmund
  - Album des Jahres für Leiwand (2021)
- Eiffel 65
  - Dance Act des Jahres für Blue (2000)
- Thorsteinn Einarsson
  - Songwriter des Jahres für seine Single Leya (2015 gemeinsam mit Lukas Hillebrand, Noa Ben-Gur und Alex Pohn)
- Erste Allgemeine Verunsicherung (EAV)
  - Lebenswerk (2019)
- Gottfried Ettl
  - Musikpartner des Jahres (2000)
- Falco
  - Lebenswerk (2000), Musik-DVD des Jahres für Live Donauinsel + Stadthalle Wien (2005) und Hoch wie nie (2007)
- Die Fantastischen Vier
  - Hip-Hop/Rap-Act des Jahres (2000) für 4:99
- Farewell Dear Ghost
  - FM4 Award (2018)
- Rainhard Fendrich
  - Künstler Pop/Rock national für Männersache (2002)
- Ibrahim Ferrer
  - Jazz/Blues/Folk Künstler, Künstlerin oder Gruppe des Jahres (2000)
- Eberhard Forcher
  - Musikpartner des Jahres (2014)

- Andreas Gabalier

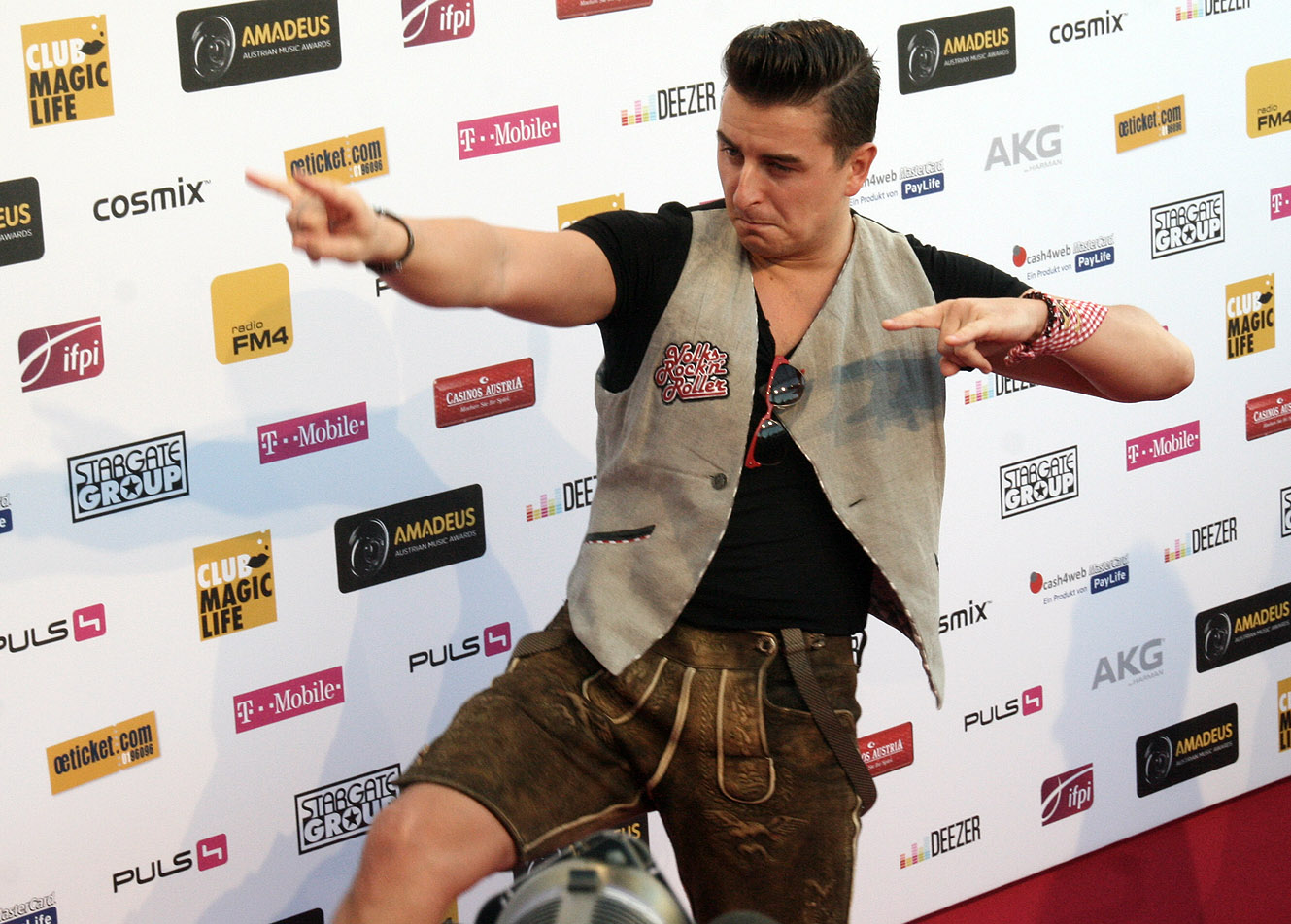
Andreas Gabalier (2012 und 2013)

  - Schlager (2012), Best Live Act (2012), Volkstümliche Musik (2013 und 2014), Best Live Act (2015), Volksmusik (2016 und 2017)
- Bob Geldof
  - Musik-DVD des Jahres für Live 8 (2006)
- Gnarls Barkley
  - Single des Jahres international für Crazy (2007)
- Global Kryner
  - Gruppe Pop/Rock national für Krynology (2005)
- Glueboys
  - Electronic / Dance (2025)

- Hubert von Goisern
  - Künstler Pop/Rock national für Fön (2001), Jazz/Blues/Folk-Album des Jahres national für Trad (2002), Album des Jahres für EntwederUndOder (2012), Pop/Rock (2012), Ehrenpreis der Jury (2013), Künstler des Jahres (2016), Lebenswerk (2024)
- Rubén González
  - Jazz/Blues/Folk Künstler, Künstlerin oder Gruppe des Jahres (2000)
- Granada
  - Alternative (2022)
- Green Day
  - Album des Jahres international für American Idiot (2006)
- Gregorian
  - Crossover-Künstler, Künstlerin oder Gruppe/Ensemble des Jahres (2002), Crossover-Album des Jahres für Masters of Chant Chapter II (2001)
- Herbert Grönemeyer
  - Album des Jahres international für Mensch (2003)
- Die großen 3 der Volksmusik
  - Beste neue österreichische Compilationidee des Jahres (2001)
- Gustav
  - FM4 Alternative Act des Jahres (2005)

### H bis N
- Oskar Haag
  - FM-Award (2023)
- Kurt Hauenstein
  - Lebenswerk (2008)

- Herbert Pixner Projekt
  - Jazz / World / Blues (2025)
- Herbstrock

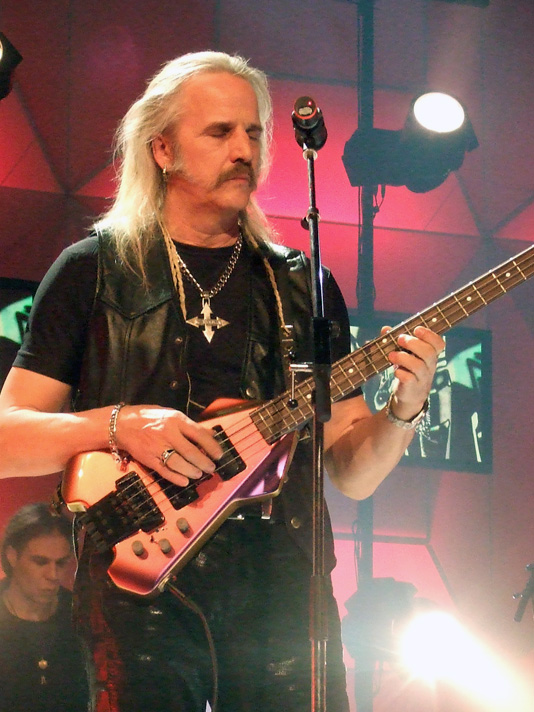
Kurt Hauenstein (2008)

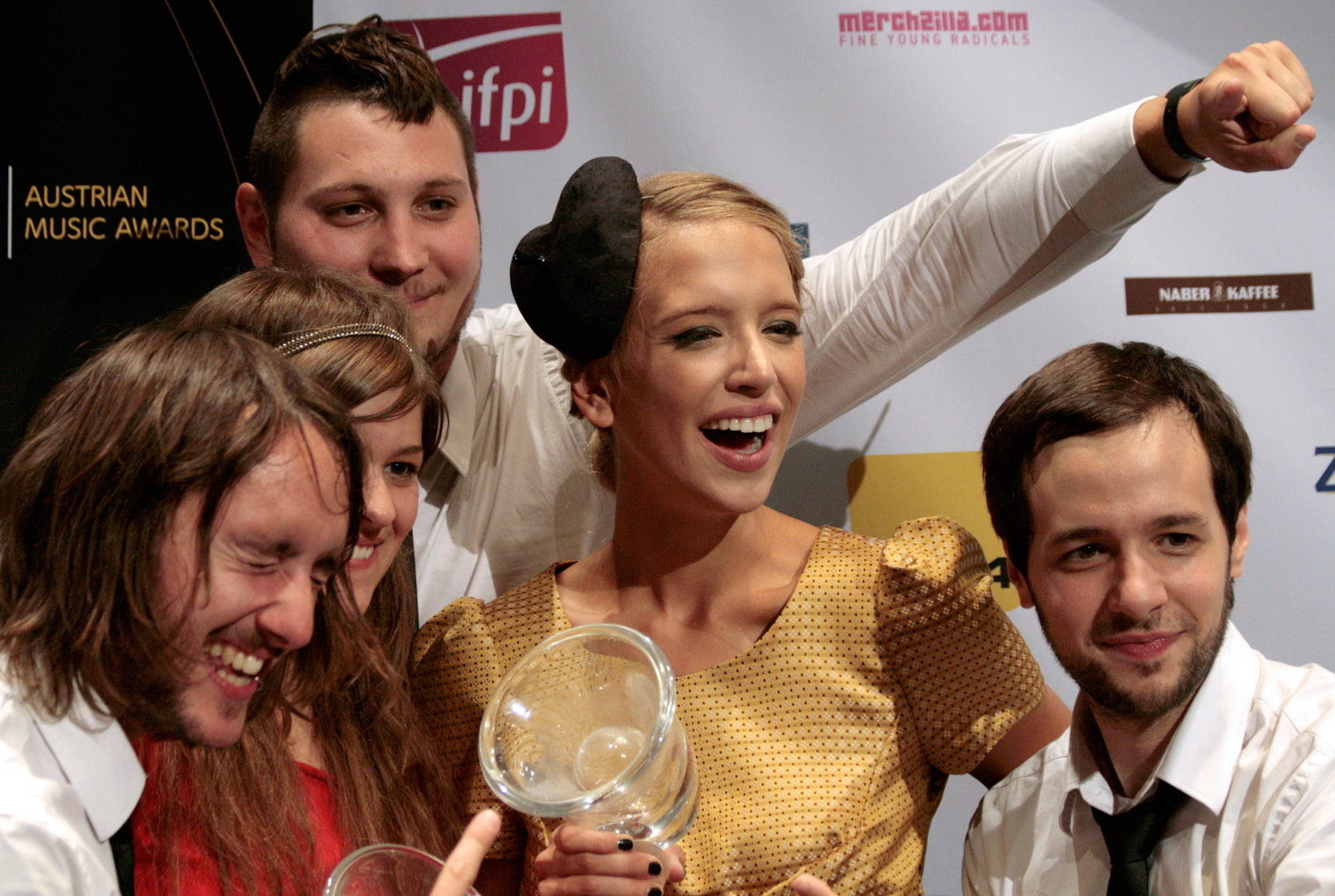
Herbstrock und Vera (2009)

  - Album für Die bessere Hälfte (2009), Newcomer des Jahres national für 1-2-3 (2008)
- André Heller
  - Künstler Pop/Rock national für Ruf und Echo (2004), Lebenswerk (2020)
- Lauryn Hill
  - Künstlerin Pop/Rock international (2000)
- Lukas Hillebrand
  - Best Engineered Album für Soweit Sonar von Julian le Play (2013 gemeinsam mit Alex Pohn, Georg Tomandl und Mischa Janisch), Songwriter des Jahres für Leya von Thorsteinn Einarsson (2015 gemeinsam mit Einarsson, Noa Ben-Gur und Alex Pohn); Tonstudiopreis Best Sound für Tandem von Julian le Play (2021), Tonstudiopreis Best Sound für Honeymoon Phase von Oska (2022)
- Ludwig Hirsch
  - Künstler Pop/Rock national für Perlen (2003), Lebenswerk – posthum (2012)
- Holstuonarmusigbigbandclub
  - Song des Jahres für Vo Mello bis ge Schoppornou (2012)
- Iriepathie
  - FM4 Alternative Act des Jahres (2006)
- I-Wolf
  - FM4 Alternative Act des Jahres (2004)
- Krystian Koenig
  - Best Engineered Album für Netzwerk von Klangkarussell (2015 gemeinsam mit Nikodem Milewski und Mischa Janisch)
- M185
  - FM4 Award (2012)
- Mischa Janisch
  - Best Engineered Album für Soweit Sonar von Julian le Play (2013 gemeinsam mit Lukas Hillebrand, Georg Tomandl und Alex Pohn), Best Engineered Album für One by One von Coshiva (2014 gemeinsam mit Georg Tomandl), Best Engineered Album für Netzwerk von Klangkarussell (2015 gemeinsam mit Krystian Koenig und Nikodem Milewski)
- Albin Janoska
  - Amadeus Academy Award (2007)
- Otto Jaus (Pizzera & Jaus)
  - Rock/Pop (2017), Song des Jahres (2017), Album des Jahres (2018), Liveact des Jahres (2019, 2022 und 2025)
- Norah Jones
  - Album des Jahres für Feels Like Home (2005)
- Josh.
  - Song des Jahres (2019), Pop/Rock (2022 und 2023), Songwriter des Jahres und Song des Jahres für Expresso & Tschianti (2022)
- Claudia Jung
  - Schlager-Album des Jahres für Auch wenn es nicht vernünftig ist (2002)
- Die jungen Zillertaler
  - Volkstümliche Musik (2012)
- Udo Jürgens
  - Solo-Künstler Schlager (2000) und für Mit 66 Jahren (2001), Lebenswerk (2003), Künstler des Jahres (2015, posthum)
- Voodoo Jürgens
  - Alternative (2017 und 2023), Album des Jahres für ´S klane Glücksspiel  (2020)

- Kaiser Franz Josef

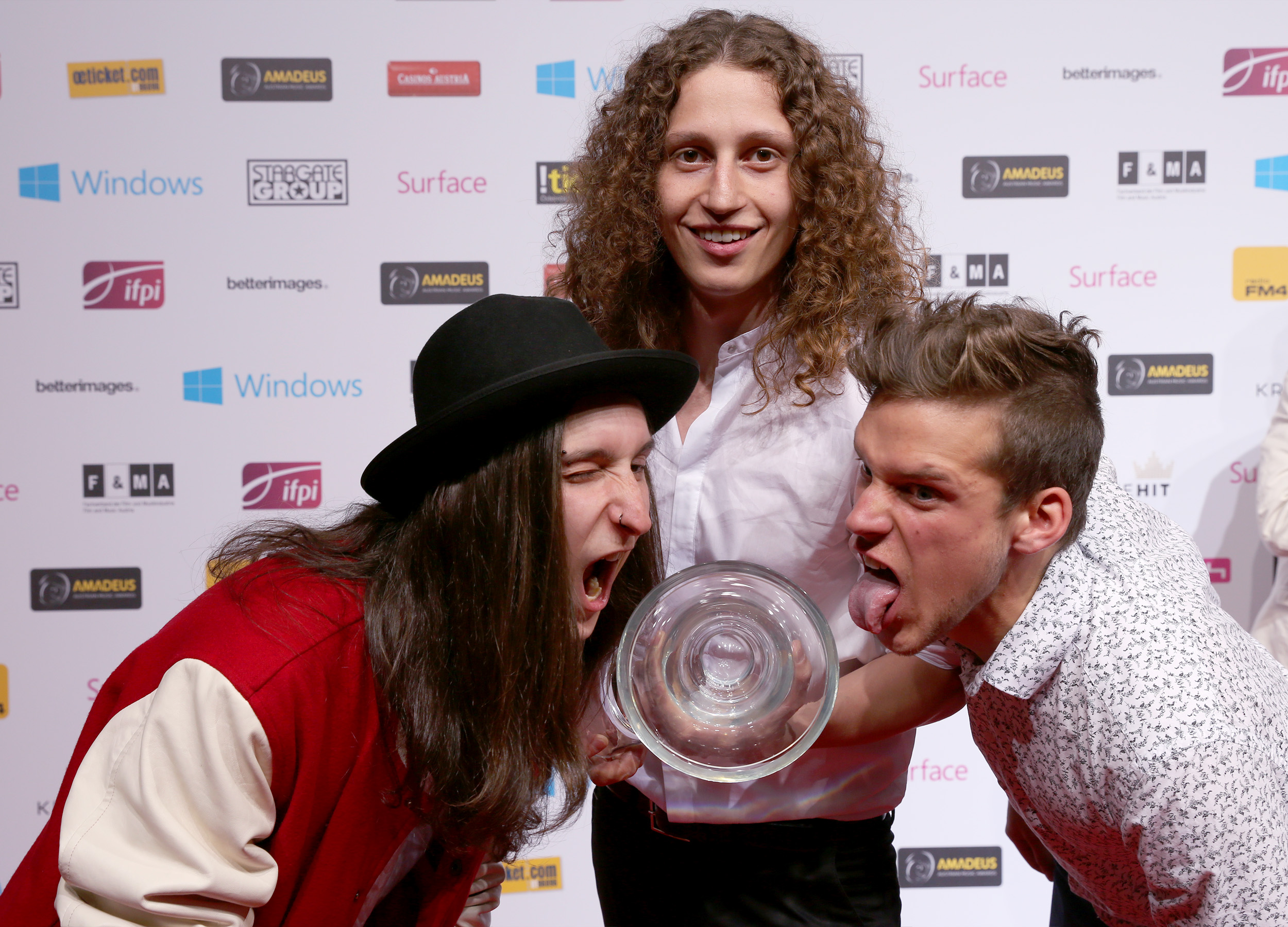
Kaiser Franz Josef (2014)

  - Rock/Hard & Heavy (2014, 2018 und 2021)
- Erwin Kiennast
  - Produzent des Jahres (2003)
- Klangkarussell
  - Song des Jahres für Sonnentanz (2013), Electronic/Dance (2022)
- Rudi Klausnitzer
  - Musikpartner des Jahres (2002)

- Die Klostertaler
  - Volkstümliche Musik (2010)

- Kontrust
  - Hard & Heavy (2010)
- Peter Kraus
  - Lebenswerk (2004)
- Krautschädl
  - Hard & Heavy (2012 und 2019)
- Lenny Kravitz

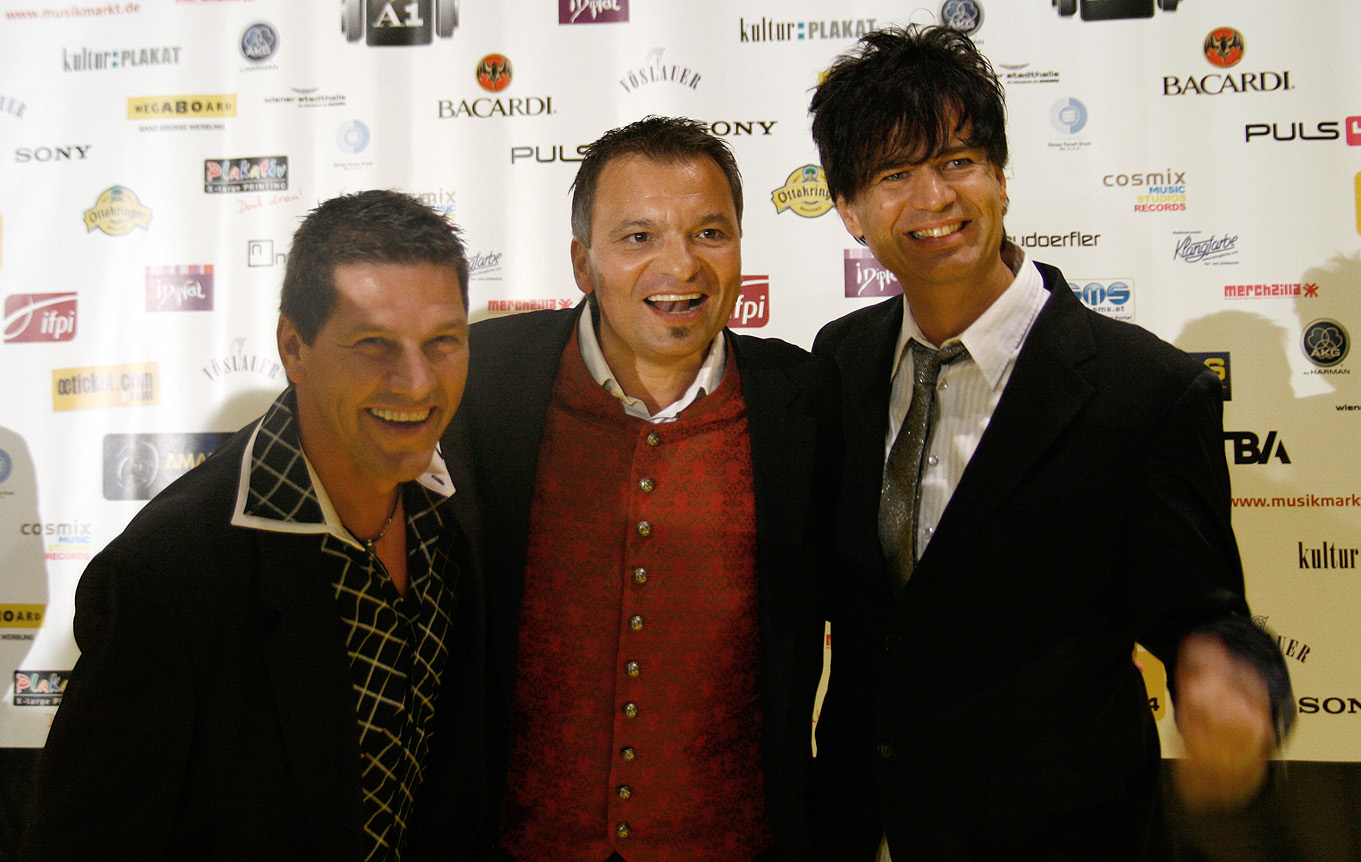
Die Klostertaler (2010)

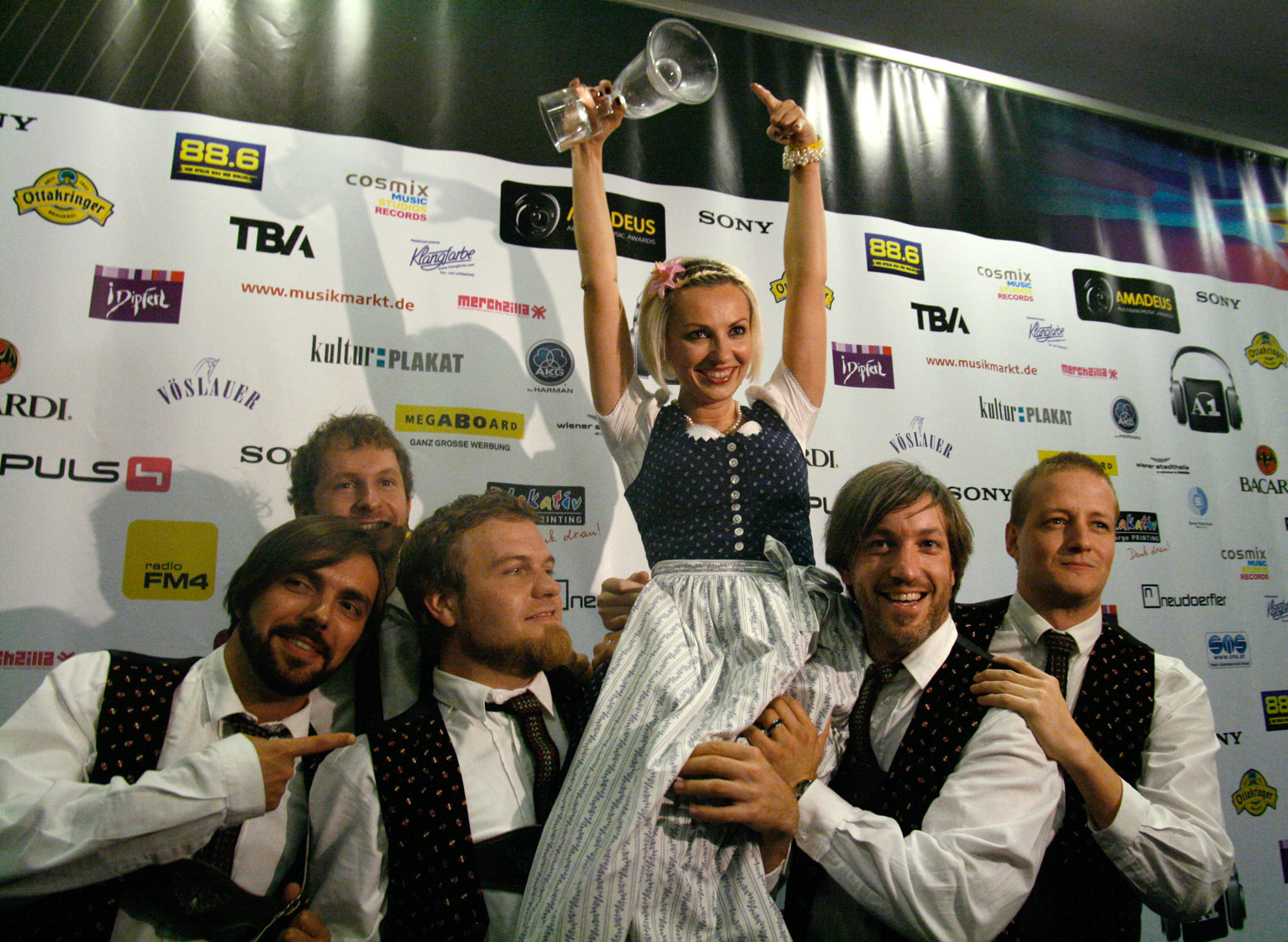
Kontrust (2010)

  - Künstler Pop/Rock international (2000)

- Kreisky
  - FM4 Act des Jahres (2009)
- Peter Kruder

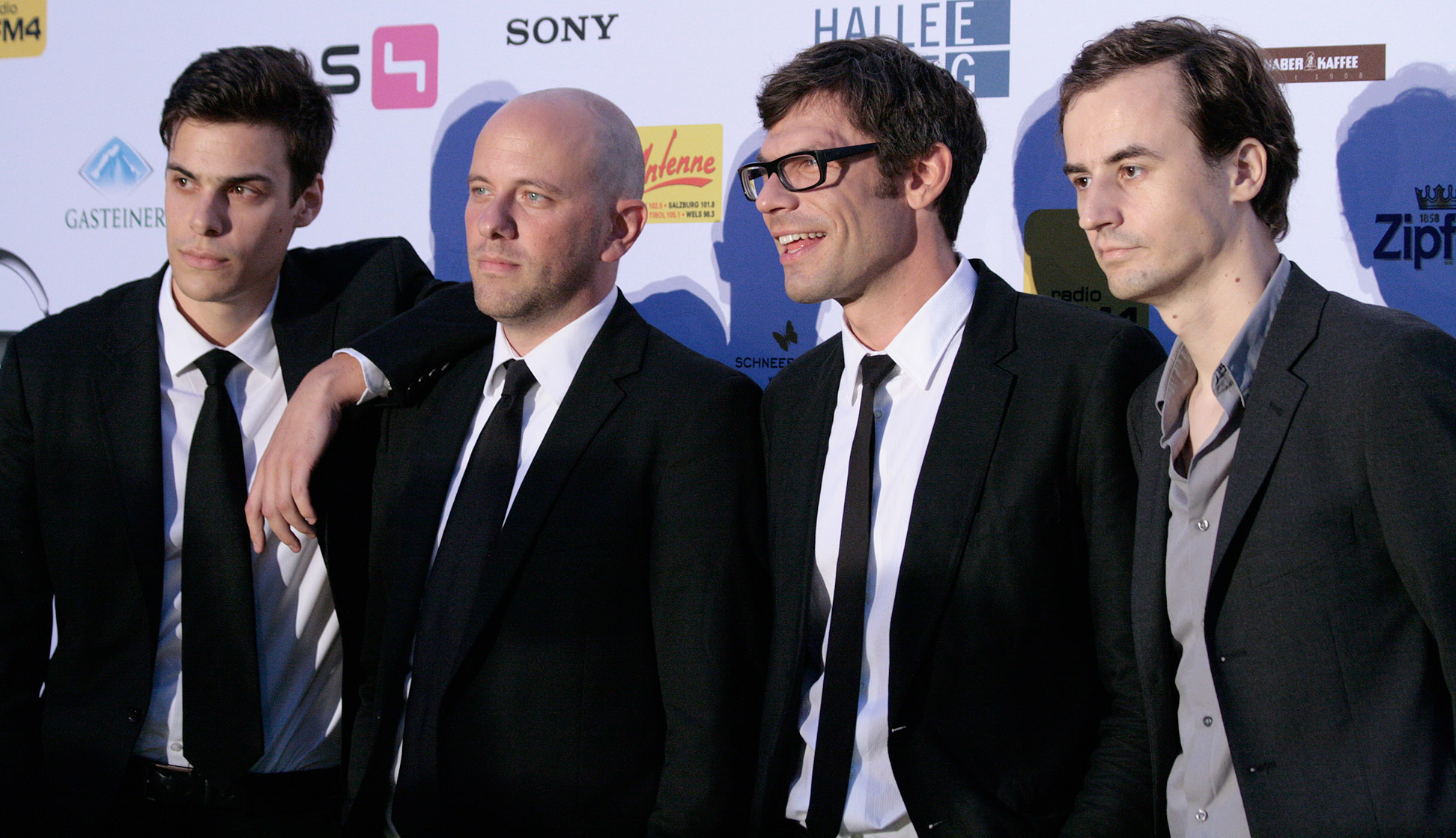
Kreisky (2009)

  - Produzent des Jahres für Peace Orchestra und Kruder & Dorfmeister (2000)
- Patrick Kummeneker
  - Tonstudiopreis Best Sound für Tandem von Julian le Play (2021)
- Hansi Lang
  - Lebenswerk (2009)
- Leftovers
  - Hard&Heavy (2024)

- Lemo

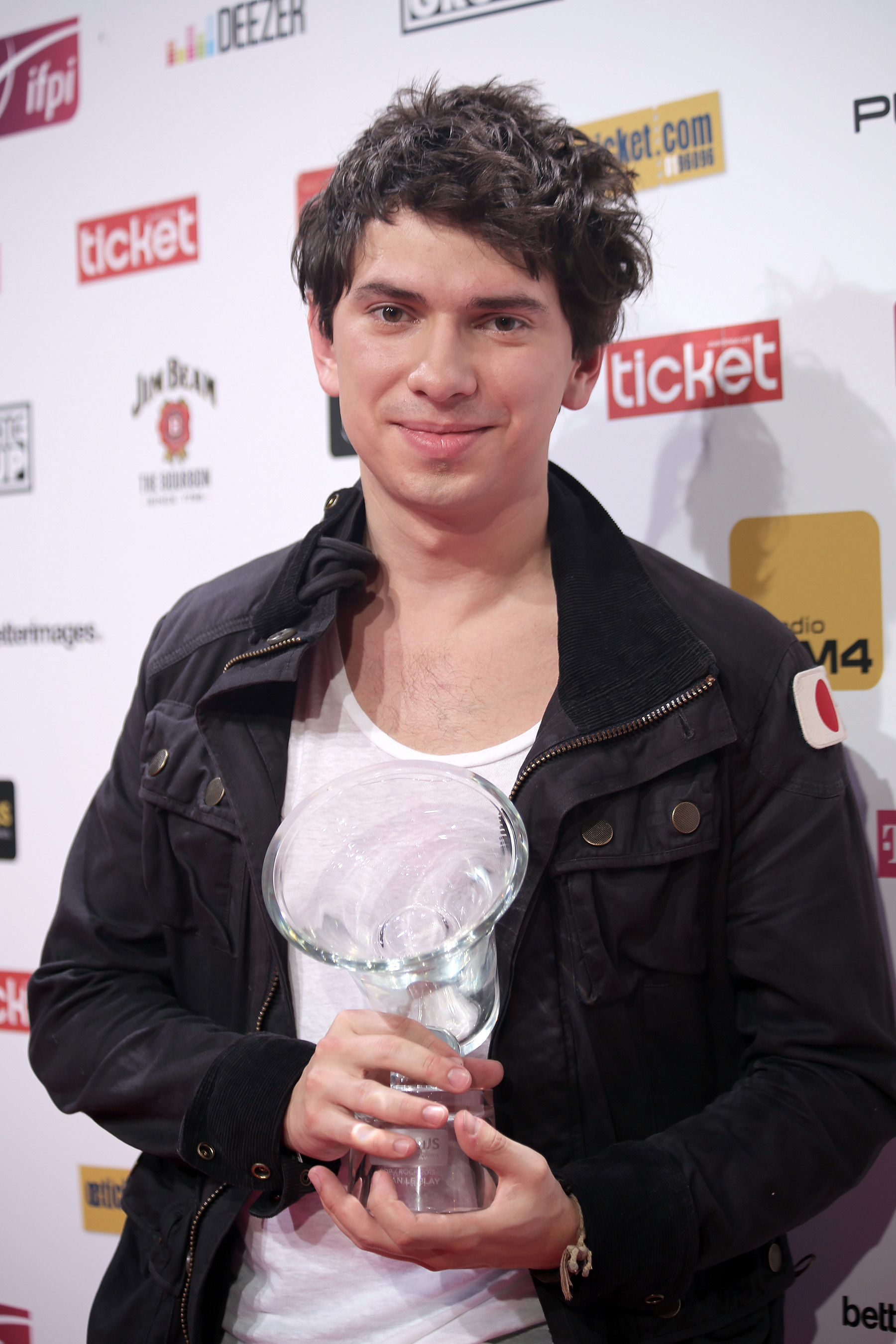
Julian le Play (2013)

  - Songwriter des Jahres (2017, 2019 und 2020)
- Julian le Play
  - Pop/Rock (2013), Album des Jahres für Melodrom (2015), Künstler des Jahres (2017), Album des Jahres (2017), Tonstudiopreis Best Sound für Tandem (2021)
- Leyya
  - FM4-Award (2017), Alternative (2018)
- Helmut Lotti
  - Crossover Künstler, Künstlerin oder Gruppe/Ensemble des Jahres für Latino Classics (2001), Crossover-Album des Jahres für Latino Classics (2001)
- Lumix
  - Song des Jahres (2023), Electronic / Dance (2023)
- Luttenberger*Klug
  - Singles des Jahres national für Vergiss mich (2007), Album des Jahres national für Mach dich bereit (2008)
- Joni Madden
  - Künstlerin Pop/Rock national für Hey Yo! (2001)
- Madonna
  - Single des Jahres international für Hung Up (2006)
- Marque
  - Single des Jahres national für One to Make Her Happy (2001)
- Masters of Chant Chapter II
  - Crossover-Album des Jahres (2002)
- Mathea
  - Pop / Rock (2021)
- Mavi Phoenix
  - FM4-Award (2019), HipHop/Urban (2021)
- Max.Brothers.
  - Single des Jahres national für Oua Oua (2002)
- Die Mayerin
  - Schlager/Volksmusik (2019)
- Marianne Mendt
  - Lebenswerk (2016)
- Michelle
  - Schlager-Album des Jahres für Rouge (2003)
- Nikodem Milewski
  - Best Engineered Album für Netzwerk von Klangkarussell (2015 gemeinsam mit Krystian Koenig und Mischa Janisch), Tonstudiopreis Best Sound (2020); Tonstudiopreis Best Sound für Tandem von Julian le Play (2021)
- Hubert Molander
  - Songwriter des Jahres für Traktorführerschein (Interpretin Melissa Naschenweng) gemeinsam mit Emanuel Treu (2021)
- Möwe
  - Electronic / Dance (2018)
- Der Nino aus Wien
  - Alternative Pop / Rock (2016)
- Kylie Minogue
  - Single des Jahres international Can't Get You Out of My Head (2001)
- Mondscheiner
  - Newcomer des Jahres national für Das was wir sind (2007)
- Ernst Molden
  - Jazz/World/Blues (2017, 2022, 2024)
- Moulin Rouge!
  - Best Soundtrack/Best Cast Recording des Jahres (2002)
- Riccardo Muti
  - Klassik-Album des Jahres und Klassik Künstler, Künstlerin oder Gruppe/Ensemble des Jahres für Neujahrskonzert 2000 (2001)
- Anne-Sophie Mutter
  - Klassik Künstler, Künstlerin oder Gruppe/Ensemble des Jahres (2000)
- My Ugly Clementine
  - Alternative (2020, 2021, 2024)
- Mynth
  - Electronic/Dance (2017)
- Xavier Naidoo
  - Single des Jahres international für Ich kenne nichts (2004)
- Naked Lunch
  - FM4 Alternative Act des Jahres (2007)
- Melissa Naschenweng
  - Schlager/Volksmusik (2020, 2021, 2022, 2023, 2024, 2025), Songwriter des Jahres (2021)

- Nazar

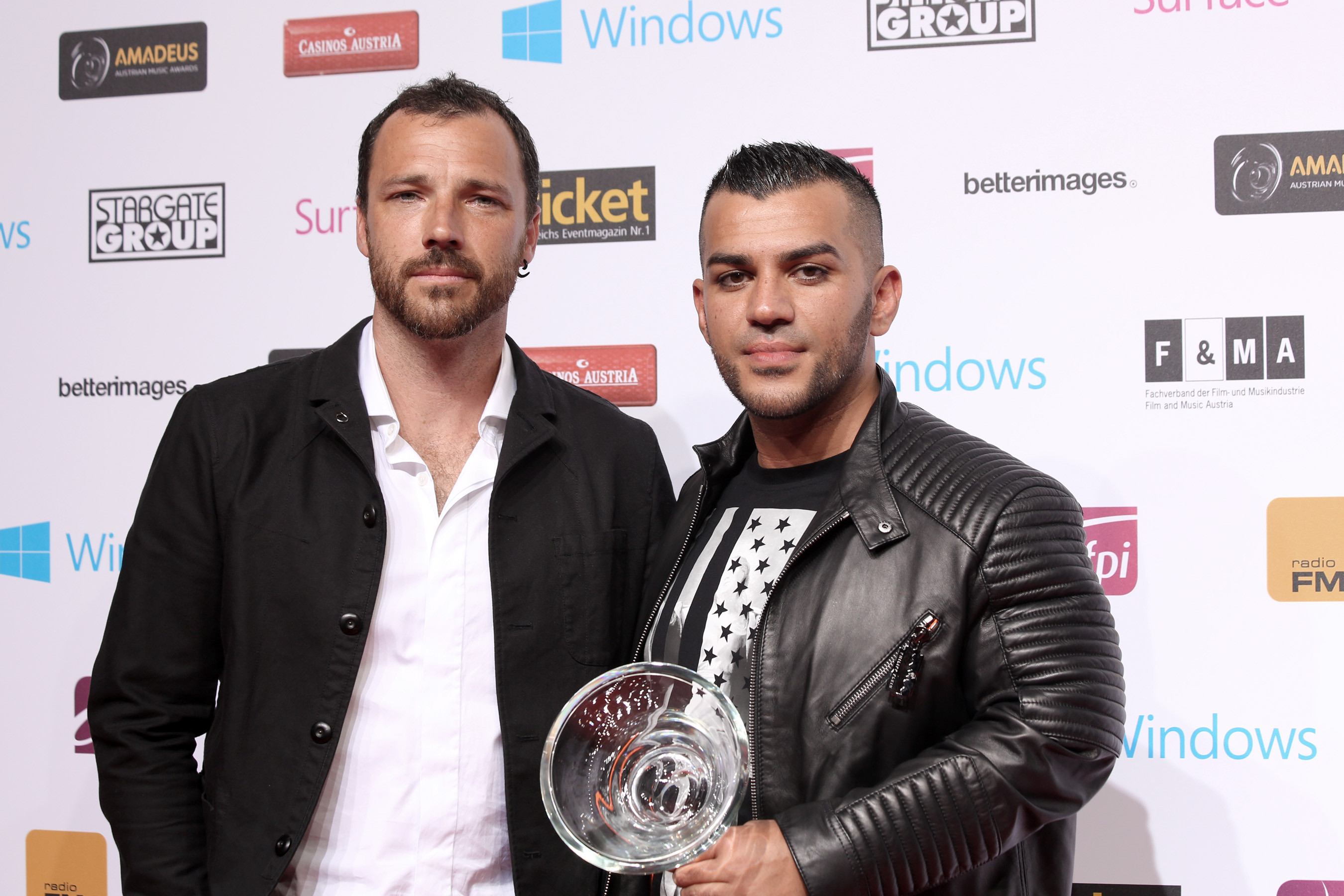
Nazar (2014)

  - HipHop/R'n'B (2013), Bestes Video für An manchen Tagen (2014), Hip Hop/Urban (2015 und 2017)
- Nena
  - Album des Jahres international für 20 Jahre – Nena feat. Nena (2004)
- Nik P.
  - Schlager (2017)
- Nockalm Quintett
  - Schlager/Volksmusik (2018)

### O bis U
- Opus
  - Lebenswerk (2021)
- Manuel Ortega

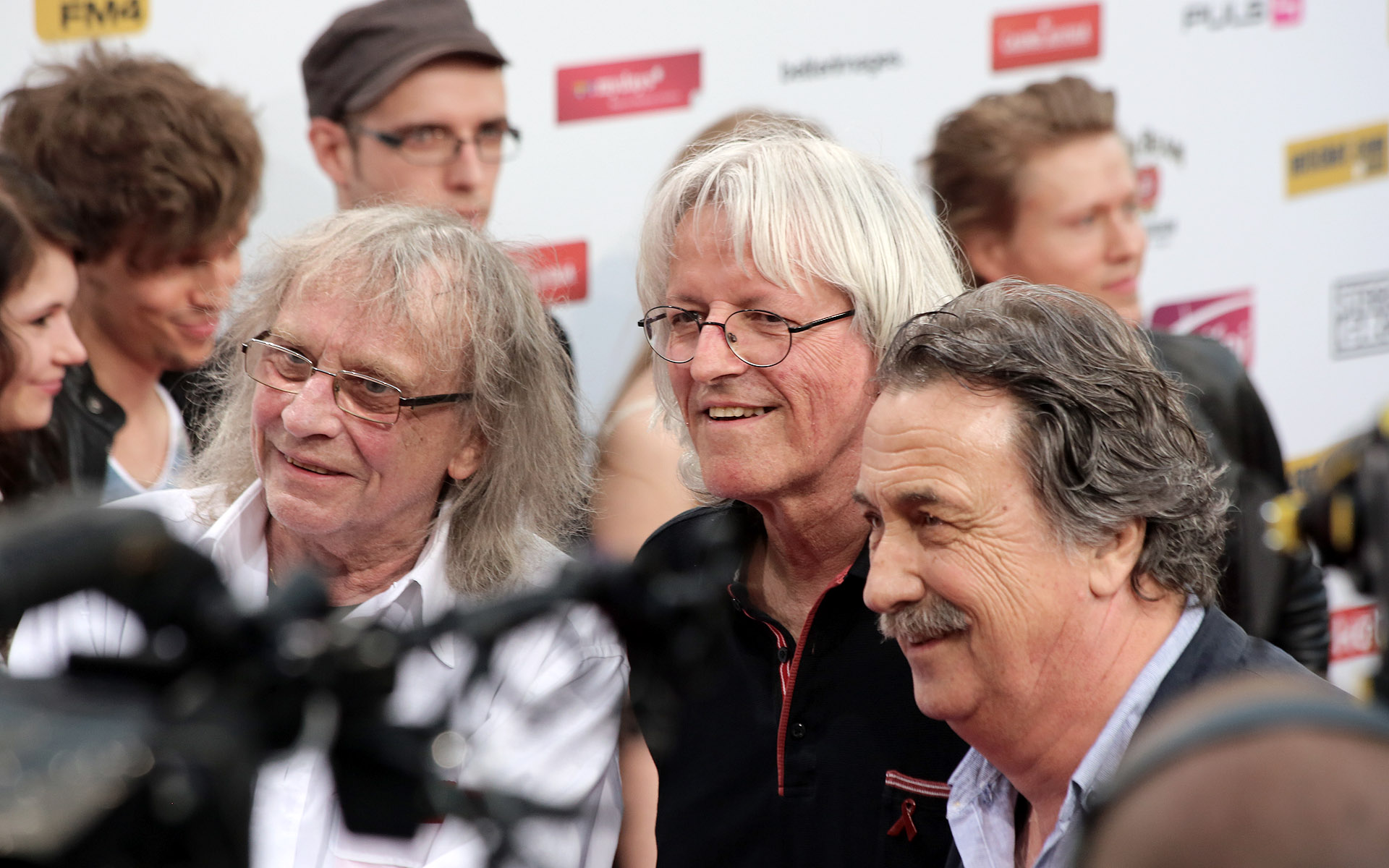
S.T.S. (2013)

  - Newcomer des Jahres national für Any Kind of Love (2003)
- Oska
  - Tonstudiopreis Best Sound für Honeymoon Phase (2022), Alternative (2025)
- Kurt Ostbahn

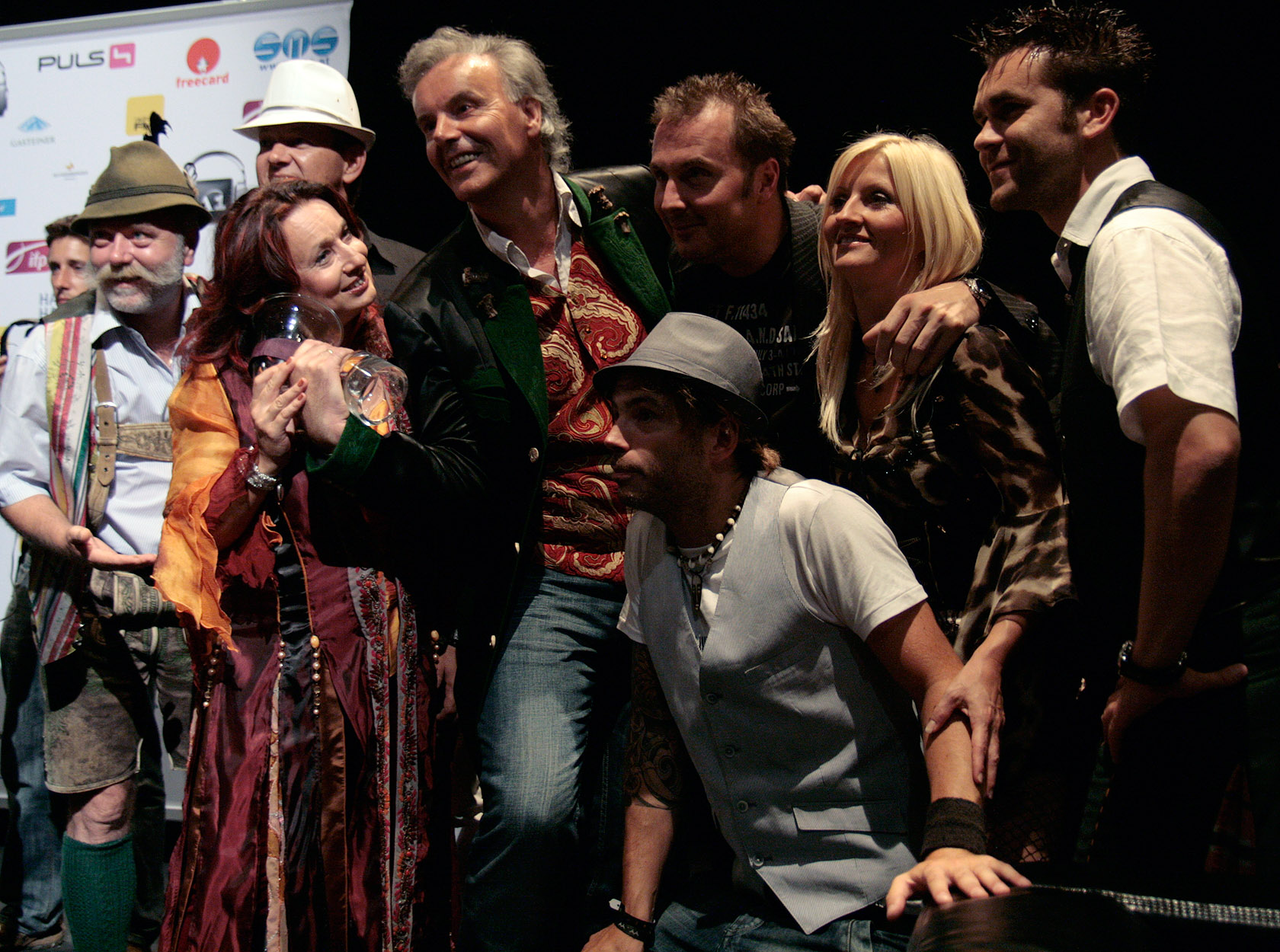
Die Seer (2009)

  - Gruppe Pop/Rock national (2000) und Künstler Pop/Rock für Höchste Zeit (2006)

- Parov Stelar

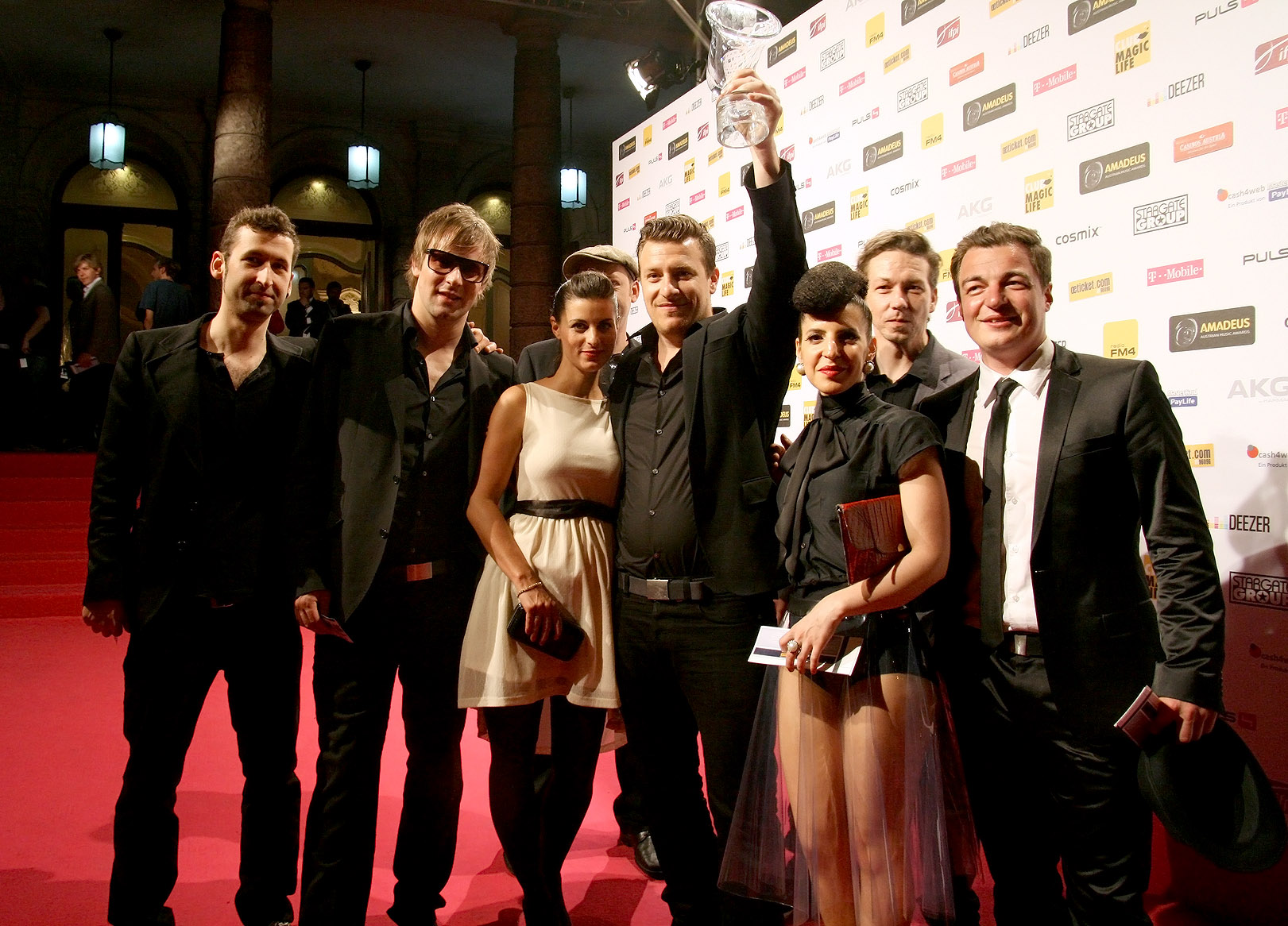
Parov Stelar (2012)

  - Electronic/Dance (2012, 2013, 2015, 2016, 2019, 2020 und 2021), Album des Jahres für The Princess (2013), Best Live Act (2013 und 2014)
- Pia Maria
  - Song des Jahres (2023), Electronic / Dance (2023)
- Pink
  - Single des Jahres international für Dear Mr. President (2008)

- Marc Pircher
  - Volkstümliche Musik (2009)
- Sandra Pires

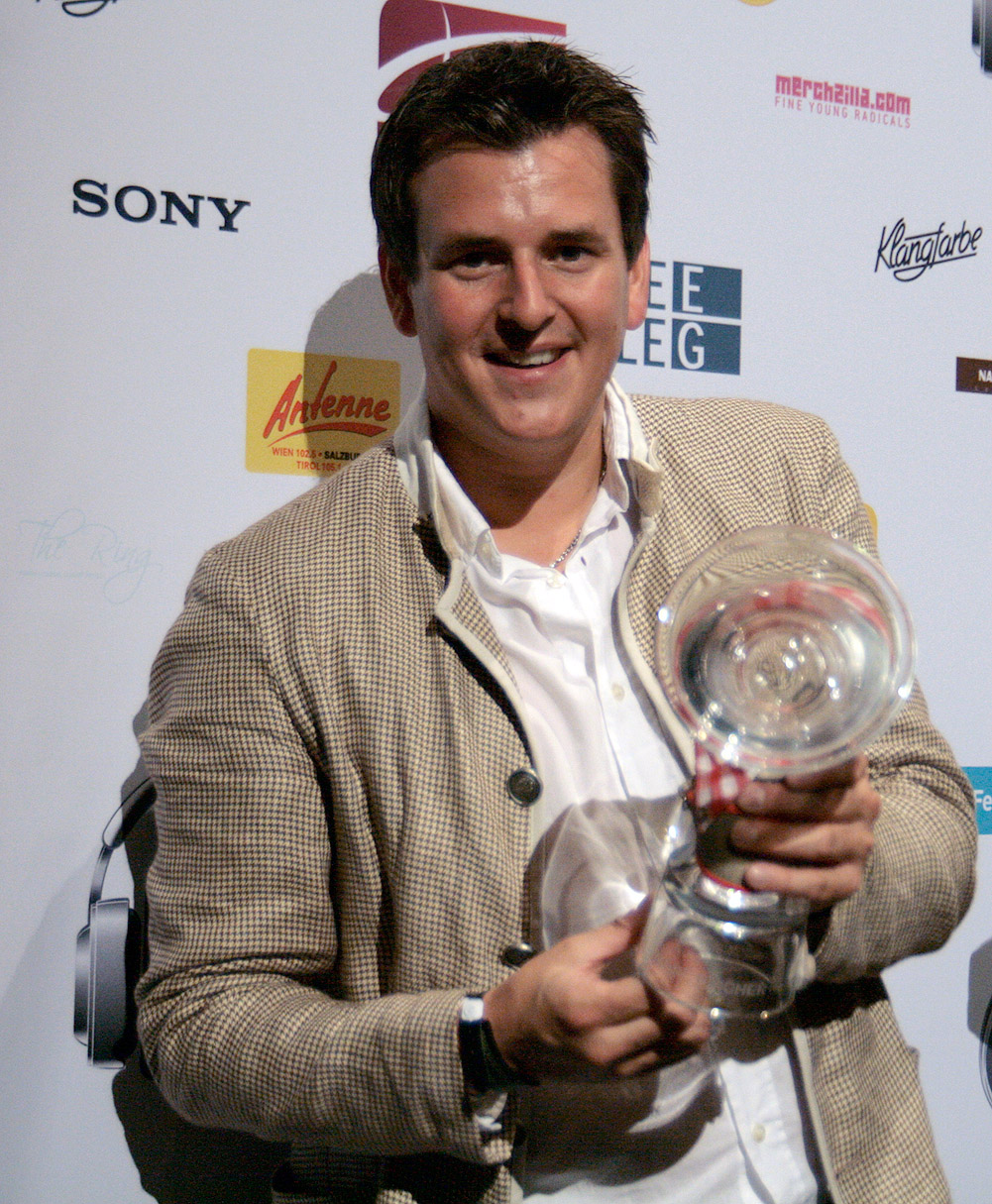
Marc Pircher (2009)

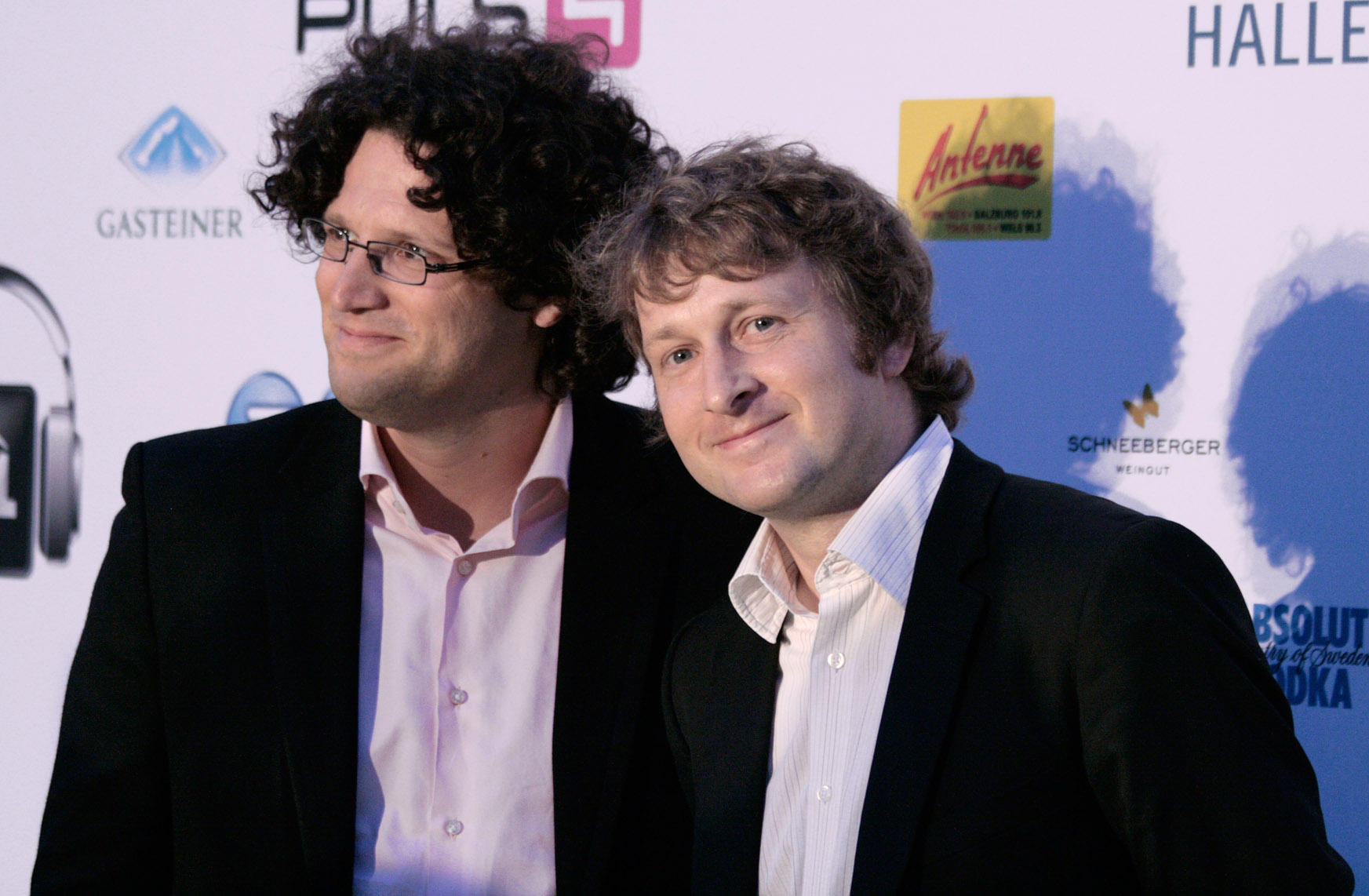
Die Strottern (2009)

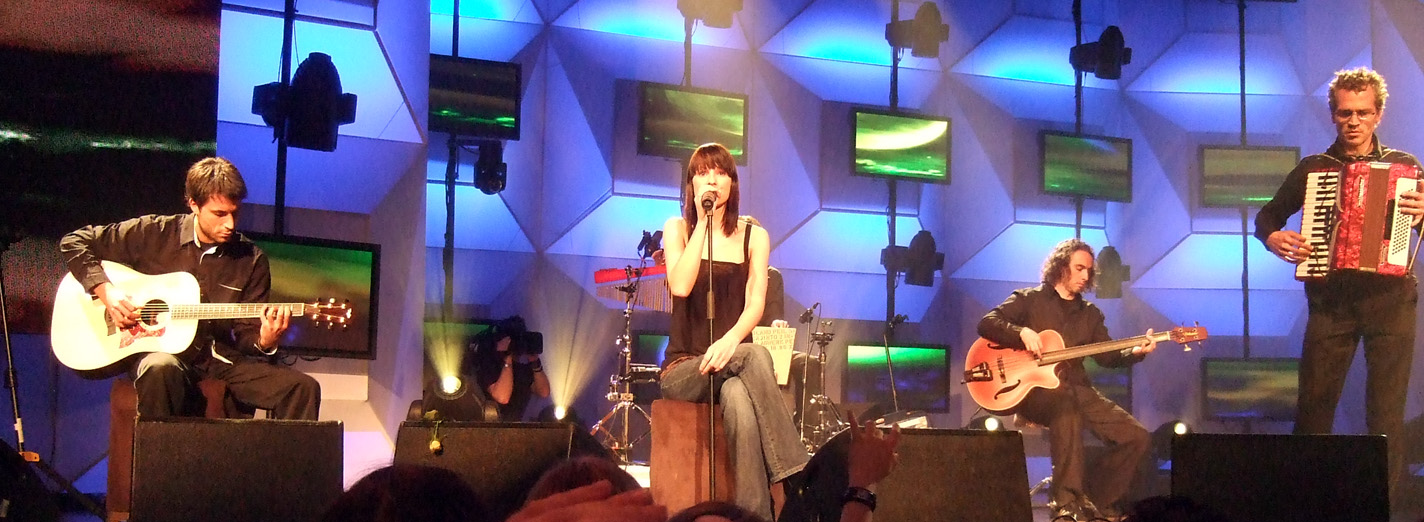
Christina Stürmer (2008)

  - Künstlerin Pop/Rock national (2000)
- Paul Pizzera (Pizzera & Jaus)
  - Rock/Pop (2017), Song des Jahres (2017), Album des Jahres (2018), Liveact des Jahres (2019, 2022 und 2025)
- Alex Pohn
  - Best Engineered Album für Soweit Sonar von Julian le Play (2013 gemeinsam mit Lukas Hillebrand, Georg Tomandl und Mischa Janisch), Songwriter des Jahres für Leya von Thorsteinn Einarsson (2015 gemeinsam mit Einarsson, Lukas Hillebrand und Noa Ben-Gur); Tonstudiopreis Best Sound für Honeymoon Phase von Oska (2022)
- Poxrucker Sisters
  - Songwriter des Jahres für Sie (2023)
- Professor Kaiser
  - Single des Jahres national für Was is mit du? (2003)

- RAF Camora

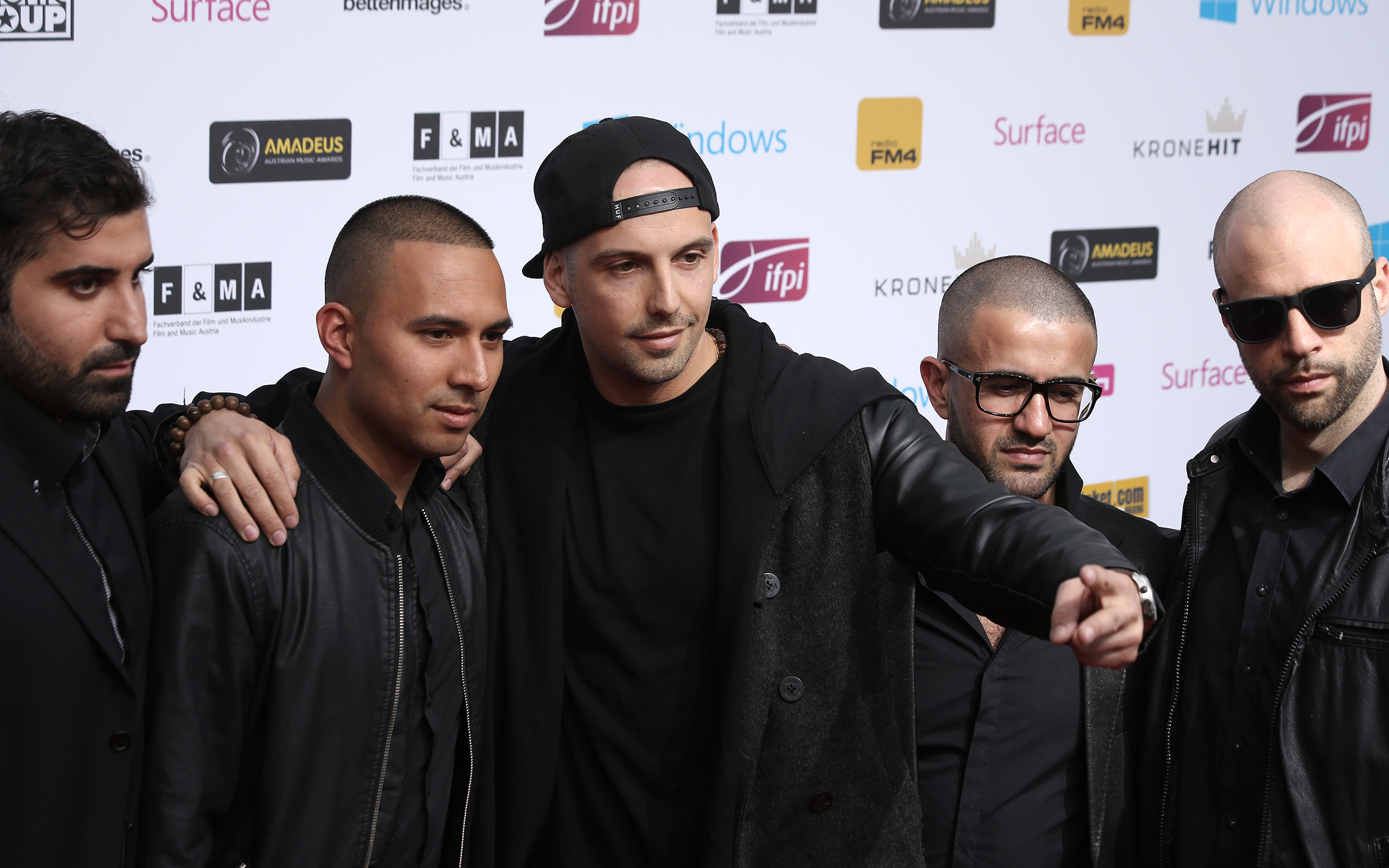
RAF 3.0 (2014)

  - HipHop/R'n'B (2014), HipHop/Urban (2018, 2019, 2020 und 2022, 2023, 2024, 2025), Album des Jahres für Zukunft (2022) und XV (2024)
- Karl Ratzer
  - Lebenswerk (2023)
- Dagmar Rauscher (EMI Music Store)
  - Handelspartner des Jahres (2002)
- Ravers On Dope
  - Dance Act des Jahres für Get High / Acid (2003)
- Red Hot Chili Peppers
  - Gruppe Pop/Rock international (2000), Album des Jahres international für Stadium Arcadium (2007)
- Ina Regen
  - Album des Jahres (2019)
- Willi Resetarits
  - Lebenswerk (2017), Jazz/World/Blues (2022)
- RIAN
  - Ö3-Song des Jahres für Verwandtschaftstreffen (2025), Pop / Rock (2025), Songwriter des Jahres (2025)
- Semino Rossi
  - Schlager-Album des Jahres für Tausend Rosen für Dich (2006), Ich denk an Dich (2007), Musik-DVD des Jahres für Einmal ja – immer ja (2009), Schlager (2010)
- Russkaja
  - Hard & Heavy (2020)
- RZA
  - Single des Jahres international für Ich kenne nichts (2004)

- S.T.S.
  - Lebenswerk (2013)
- saint privat
  - Newcomer des Jahres national für Riviera (2005)
- Schmieds Puls
  - FM4-Award (2016)
- Norbert Schneider
  - Jazz/World/Blues (2014, 2016 und 2019)

- Die Seer
  - Gruppe Pop/Rock national für Junischnee (2003) und Schlager (2009 und 2016), Lebenswerk (2025)
- Seiler und Speer
  - Songwriter des Jahres, Song des Jahres (beide 2016), Pop/Rock (2019), Song des Jahres für Herr Inspektor  (2020)
- Christopher Seiler
  - Jazz/World/Blues (2024)
- Serenity
  - Hard & Heavy (2017)
- Shakira
  - Single Jahres international für Whenever, Wherever (2003)
- Shake Stew
  - Jazz/World/Blues (2023)
- SheSays
  - Newcomer des Jahres national für Rosegardens (2006)

- Skero

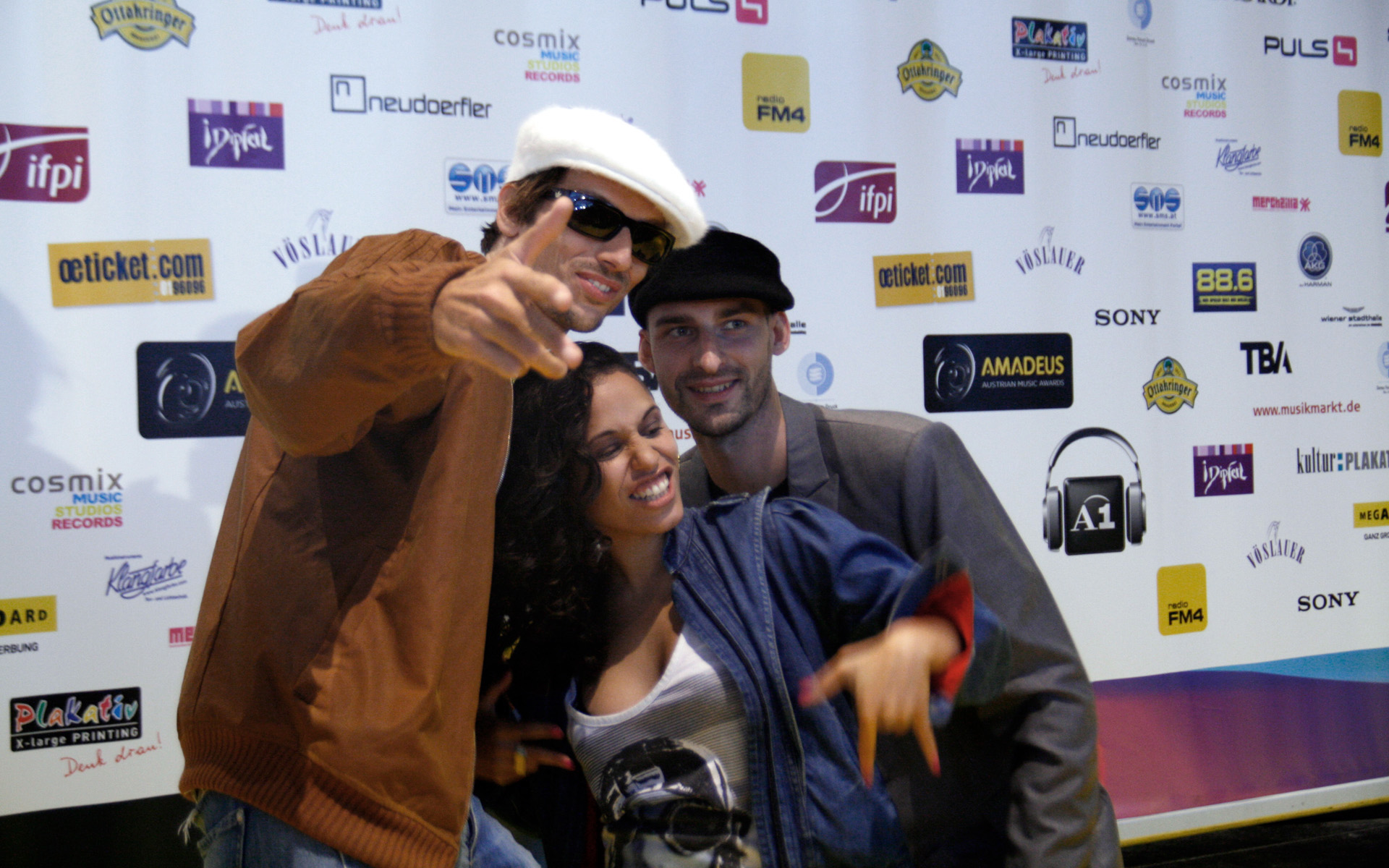
Skero feat. Joyce Muniz (2010)

  - Singles des Jahres für Kabinenparty (2010), HipHop/R'n'B (2010), HipHop/Urban (2016)
- The Slow Club

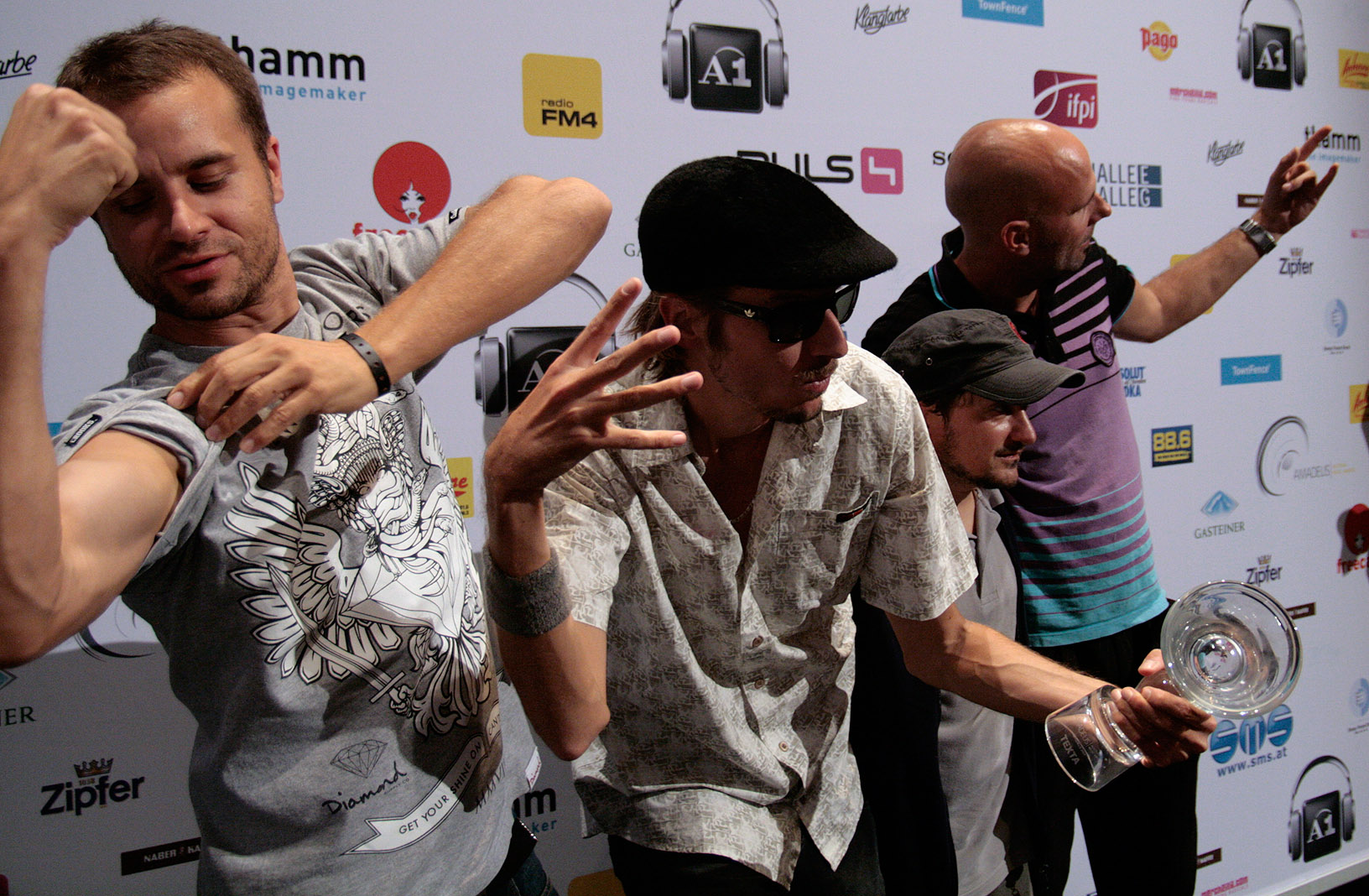
Texta (2009)

  - Jazz/Blues/Folk-Album des Jahres national für This Is the Slow Club (2006)

- Soap&Skin
  - Alternative/Rock (2009)
- Sodl (Anja Sodnikar)
  - FM4-Award (2025)
- Sofa Surfers

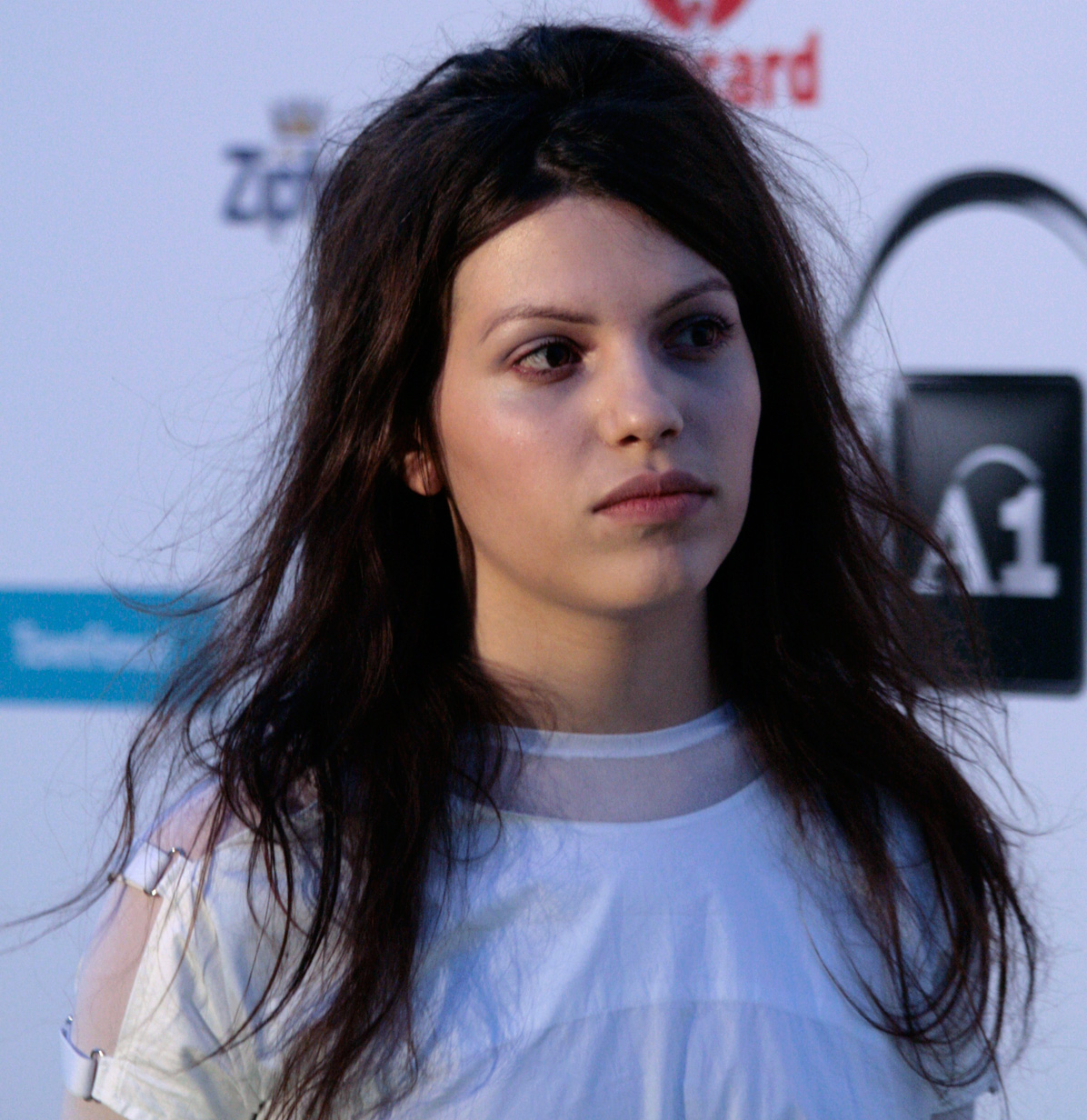
Soap&Skin (2009)

  - Electronic/Dance (2010), Alternative (2013)

- The Sorrow
  - Hard & Heavy (2009)
- Walther Soyka
  - Jazz/World/Blues (2022)
- Britney Spears

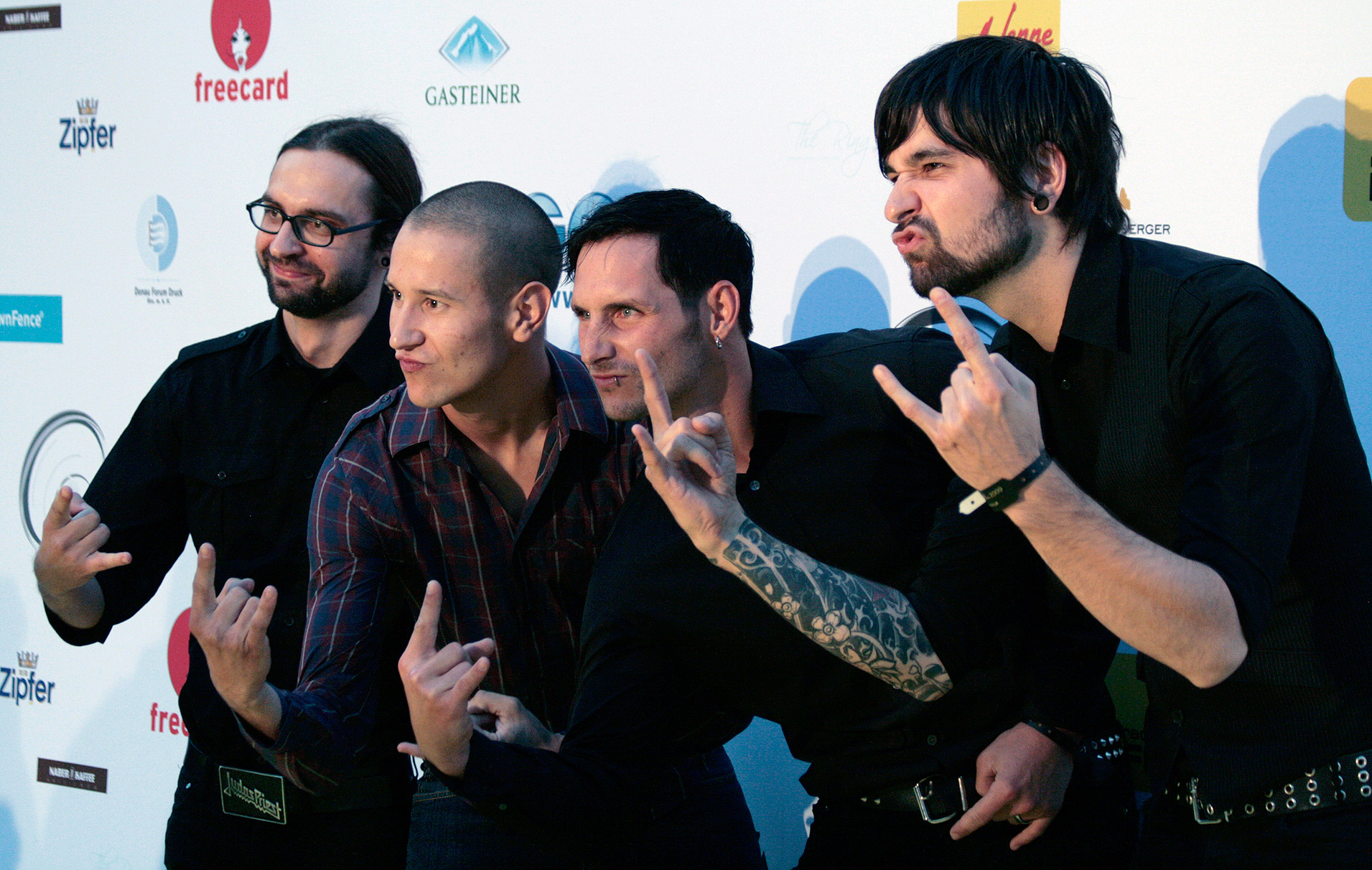
The Sorrow (2009)

  - Newcomer des Jahres international (2000)
- Thomas Spitzer
  - Songwriter des Jahres (2019), Lebenswerk (2019)
- Simone Stelzer
  - Solokünstlerin Schlager (2000), Schlager (2014 gemeinsam mit Charly Brunner)
- Toni Stricker
  - Lebenswerk (2010)

- Die Strottern
  - Jazz/World/Blues (2009)

- Christina Stürmer
  - Künstlerin Pop/Rock national für Freier Fall (2004), Soll das wirklich alles sein? (2005) und Wirklich alles (2006), Newcomer des Jahres national (2004), Single des Jahres national für Vorbei (2005) und Engel fliegen einsam (2006), Musik-Download des Jahres national für Scherbenmeer (2008), Pop/Rock Album des Jahres National (2007), Album des Jahres für Ich hör auf mein Herz (2014), Pop (2014), Künstlerin des Jahres (2017)

- Tagträumer
  - Band des Jahres (2015)
- Texta
  - Hip-Hop/R&B (2009)
- Hans Theessink
  - Jazz/Blues/Folk-Album des Jahres national (2004), Jazz/World/Blues (2010)
- Toby Romeo
  - Electronic/Dance (2024)
- Georg Tomandl
  - Best Engineered Album fürSoweit Sonar von Julian le Play (2013 gemeinsam mit Lukas Hillebrand, Alex Pohn und Mischa Janisch) sowie für One by One von Coshiva (2014 gemeinsam mit Mischa Janisch)
- Tosca
  - Gruppe Pop/Rock national für Suzuki (2002)
- Die Toten Hosen
  - Best Live Act International (2013)
- Emanuel Treu
  - Songwriter des Jahres für Traktorführerschein (Interpretin Melissa Naschenweng) gemeinsam mit Hubert Molander (2021)
- Turbobier
  - Hard & Heavy (2016, 2022 und 2025)
- U2
  - Gruppe Pop/Rock international für All That You Can't Leave Behind (2001)
- ultimaTIEF
  - Produzent des Jahres (2001)
- Ursprung Buam
  - Gruppe volkstümlicher Schlager für I bin der Teufelsgeigerbua (2001)
- Usher
  - Single des Jahres international für Yeah (2005)

### V bis Z
- Valerie

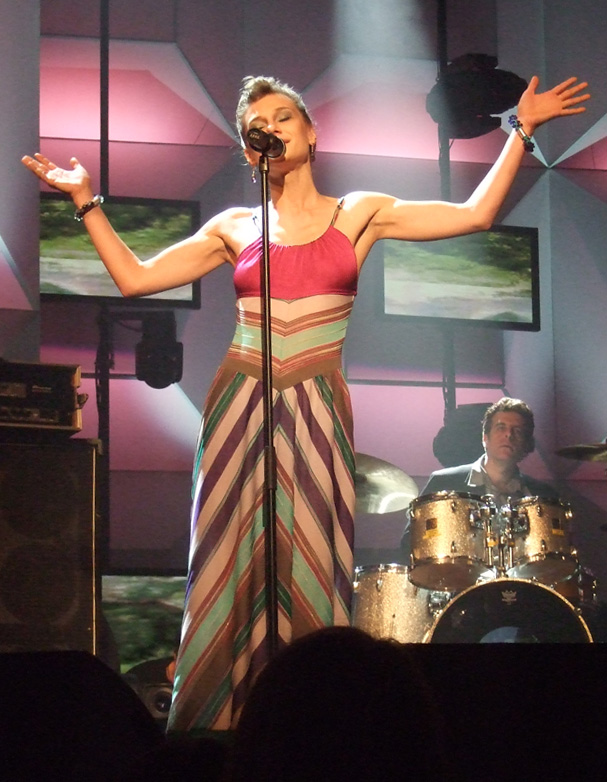
Valerie (2008)

  - Single des Jahres national für Mädchen (2008)
- Die Vamummtn
  - Hip-Hop/R'n'B (2012)

- Vera
  - Song für Dear Ladies (2009)
- Virgin Megastore
  - Handelspartner des Jahres (2000)
- Maximilian Walch

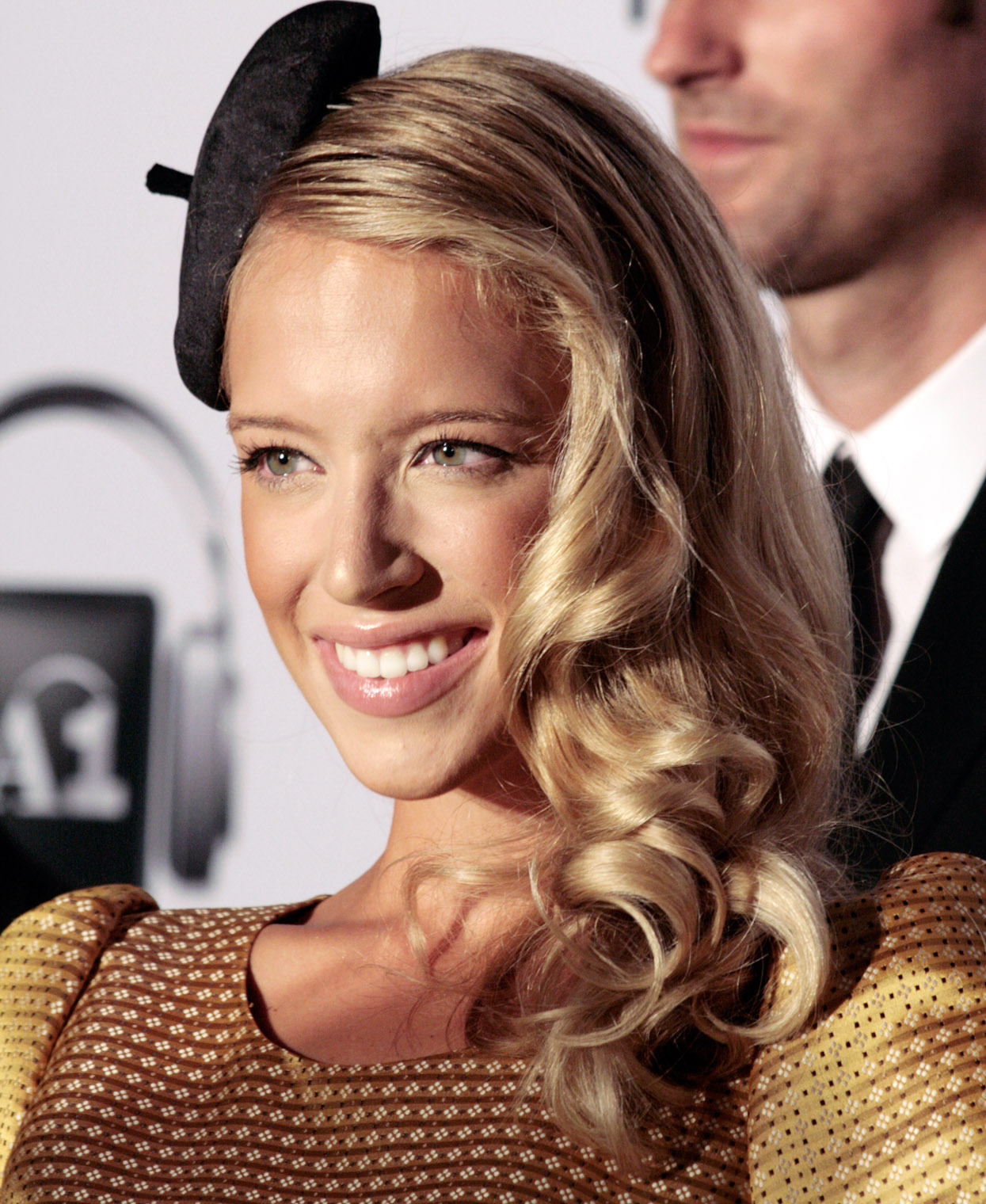
Vera (2009)

  - Tonstudiopreis Best Sound (2019, 2020)
- Wanda
  - Alternative Pop/Rock und FM4 Award (alle 2015), Band des Jahres (2016), Liveact des Jahres (2016, 2023, 2024), Pop/Rock (2016), Song des Jahres (2018, 2024), Pop / Rock (2018), Album des Jahres (2023 und 2025)
- Waxolutionists
  - FM4 Alternative Act des Jahres (2001)
- Stefan Weber
  - Lebenswerk (2005)
- Norman Weichselbaum
  - Produzent des Jahres (2003)
- Heinz Weiglhofer (Kastner & Öhler Graz)
  - Handelspartner des Jahres (2001)
- Stefanie Werger
  - Künstlerin Pop/Rock national für Stark wie ein Felsen (2003), Lebenswerk (2014)
- Wickie, Slime & Paiper
  - Beste neue österreichische Compilationidee des Jahres (2000)
- Wiener Philharmoniker
  - Klassik-Album des Jahres für Neujahrskonzert 2000 (2001), Neujahrskonzert 2001 (2002) und Neujahrskonzert 2002 (2003)
- Wilfried Scheutz
  - Lebenswerk (2018, posthum)
- Robbie Williams
  - Album des Jahres international für Swing When You're Winning (2002)
- Hannes Wirth
  - Jazz/World/Blues (2022)
- Conchita Wurst
  - Künstlerin des Jahres (2015 und 2016), Song des Jahres für Rise Like a Phoenix (2015), Video des Jahres für Heroes (2015)
- Zabine
  - Newcomer des Jahres national (2002)
- Andy Zahradnik
  - Musikpartner des Jahres (2001)
- Joe Zawinul
  - Jazz/Blues/Folk-Album des Jahres national für Mauthausen (2001) und Faces & Places (2003)

### Statistik
| Am häufigsten honorierte Künstlerin                        | Christina Stürmer (11 Siege)         |
| Am häufigsten honorierter Künstler                         | Parov Stelar (9 Siege)               |
| Am häufigsten nominierte Künstlerin                        | Christina Stürmer (20 Nominierungen) |
| Am häufigsten nominierter Künstler                         | Andreas Gabalier (26 Nominierungen)  |
| Am häufigsten nominierte Künstlerin ohne Sieg              | Tamee Harrison (5 Nominierungen)     |
| Am häufigsten nominierter Künstler ohne Sieg               |                                      |
| Am häufigsten posthum nominierter/ausgezeichneter Künstler | Falco (7 Nominierungen/4 Siege)      |

Stand: 4. Mai 2017